# 小淵沢町
小淵沢町（こぶちさわちょう）は、山梨県の北西部、北巨摩郡下に存在した町。
長野県との県境に位置した。八ヶ岳高原の山梨県側表玄関口として知られる。2006年3月15日、平成の大合併によって隣接する北杜市へ編入合併したため消滅した。現在は同市の行政地区名の一つ、北杜市小淵沢町地区となっている。
かつては「こぶちざわちょう」と読まれていた。この町にある小淵沢駅は「こぶちざわえき」である。一方、中央自動車道の小淵沢ICは「こぶちさわインターチェンジ」、道の駅は「道の駅こぶちさわ」である。小渕沢町とも表記される。また、小淵沢の略称としては「こぶち」（小淵）の名称が用いられることが多い（「こぶち新聞」や「ニューこぶち」（現 道の駅こぶちさわ）など）。

## 概要

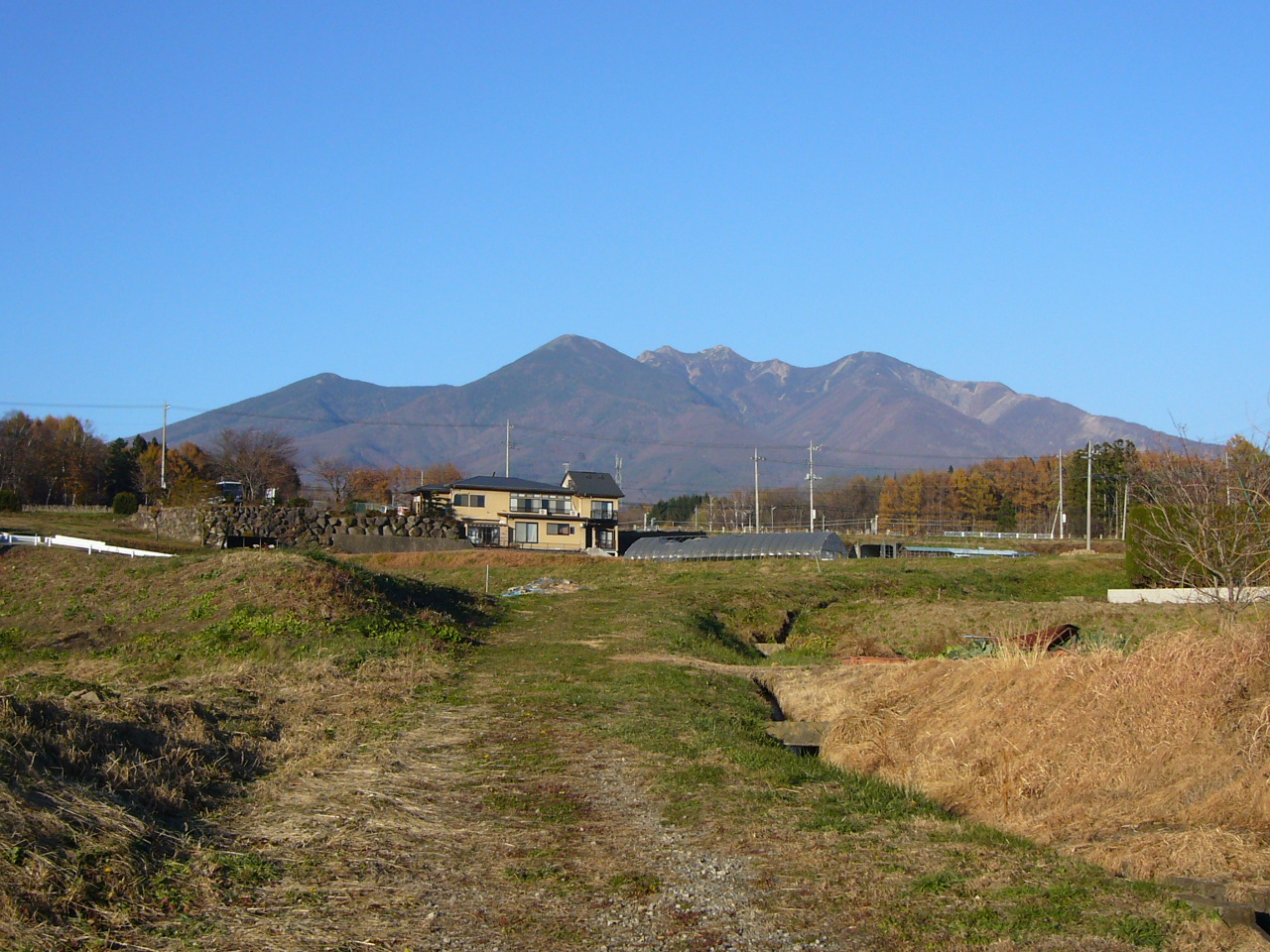
小淵沢町内より望む八ヶ岳。

小淵沢町は山梨県の甲信国境の地にあり、甲府盆地と諏訪盆地のほぼ中間に位置するため、古来より交通の要衝とされていた。交通機関の発達した現代においてもその位置付けは同様で、町内を中央本線・小海線の2つの鉄道路線が走り、中央自動車道のインターチェンジが置かれている。さらに、小淵沢駅は中央本線の特急も停車するため、東京都心部（新宿駅）からも乗り換え無しで訪れることができ、首都圏からのアクセスは良好である。
小淵沢町はNHKの大河ドラマ『武田信玄』の騎馬シーンの撮影が行われるなど「乗馬の町」として知られており、現在では以前より盛んであった馬術・乗馬や登山などに加え、温泉や高級ホテルの進出など観光地としての地位を着実に上げつつある。また、定年退職を迎えた者の居住なども見られるようになってきている。
小淵沢町は1954年に当時の小淵沢村と篠尾村が、昭和の大合併に基づき山梨県内で最初の合併を行い成立した町で、2006年の北杜市への編入までの約半世紀間存在した。

## 地理

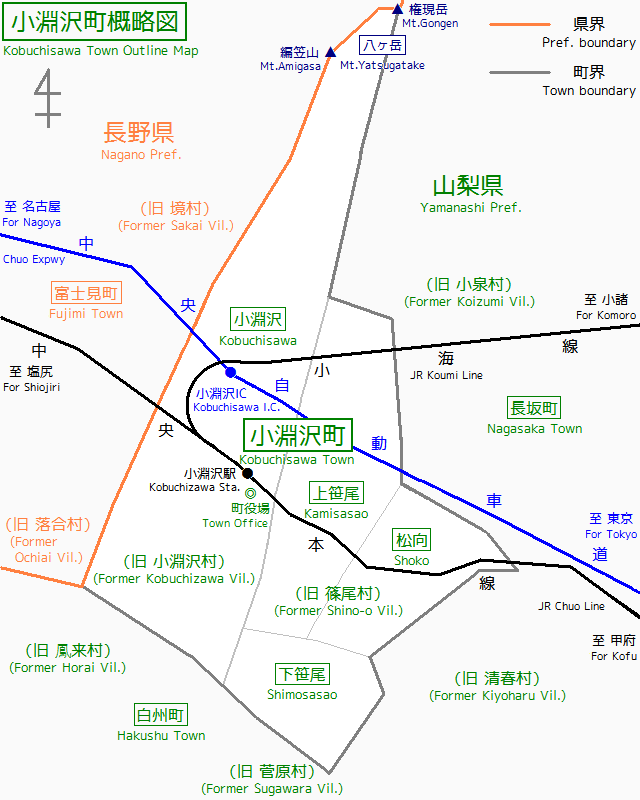
小淵沢町と周辺自治体の概要。

北にそびえる八ヶ岳連峰を頂点に南側に向かってなだらかな傾斜をしている「八ヶ岳南麓の町」であり、町のほぼ全域が3°以上の傾斜地となっている。町域のほとんどの部分は「七里岩」と呼ばれる台地の上に存在しているが、七里岩台下に流れる釜無川までが当町域に含まれる。
台下を流れる釜無川を境に白州町地区と接している。七里岩は釜無川の手前で切り立った崖となるため、最高地点から最低地点までの町内標高差は約2,100mにも及ぶ。また町の西端には甲六川が流れ、富士見町との県境を形成している。
町の形はちょうど、左手で「拳銃を撃つポーズ」（人差し指・親指を伸ばして残りの指を握る）をしたときに似ており、その際に伸ばした指に相当するのが旧小淵沢村、握った指に相当するのが旧篠尾村、人差し指の先端が編笠山・権現岳である。
更新世後期の「小淵沢山麓砂礫層」が標高1,300m - 700mの山麓を覆っており、町の全面積の70%を占めている。当町における集落を始めとする可住地域のほとんどがこの地質によって占められているといってよい。
- 山 ： 八ヶ岳連峰・権現岳および編笠山
- 川[3] ： 釜無川・女取川（大深沢川）・頭佐沢川・城の沢川・鳥橋川・加倉川・小深沢川（深沢川）・鯛沢川・高野沢川・西沢川・仏沢川・久保沢川・松木沢川・甲六川
- 丘陵 ： 七里岩
- 湧水[4] ： 観音平延命水・勘左衛門湧水・熊野権現湧水・井詰湧水・後田湧水・根山湧水・雁羽沢湧水・小深沢湧水・平井出湧水・深沢湧水・大滝湧水・馬場湧水

### 気候
小淵沢町は八ヶ岳南麓の高原に位置しているため、夏季においても涼しく過ごしやすい。しかし、冬季には八ヶ岳から吹き下ろす八ヶ岳颪（やつがたけおろし）と呼ばれる極めて冷涼な北風が吹くため、厳しい気候となる。気候区分では、中央高地型の内陸性気候区に分類される。降水量が少なく晴天が多いことから、年間の日照時間は約2,200時間と全国でも有数の長時間となっている。
- 1999年（平成11年）3月に改正告示された「住宅に係るエネルギーの使用の合理化に関する建築主の判断と基準」及び「同設計及び施工の指針」（通称 ： 次世代省エネルギー基準）において小淵沢町は山梨県国中地方で唯一、気候条件が青森県、秋田県、岩手県など北東北地方に相当する「II」の地域区分に指定されている[6]。
  - 北杜市を形成する旧須玉町・高根町・長坂町・大泉村・白州町・武川村はいずれも福島県、新潟県、長野県などに相当する「III」地域であり、旧明野村を含めた山梨県そのものは東京都や神奈川県などと同様の「IV」地域に指定されていることを考えると、小淵沢町の冬季の気候の厳しさがよく分かる。

### 主な地点の経緯度
|      | 東端          | 西端           | 南端          | 北端          | 役場 （現 総合支所） |
| ---- | ------------- | -------------- | ------------- | ------------- | -------------------- |
| 北緯 | 35度50分42秒  | 35度51分22.1秒 | 35度49分7秒   | 35度57分44秒  | 35度51分44秒         |
| 東経 | 138度21分20秒 | 138度17分1.7秒 | 138度19分43秒 | 138度21分27秒 | 138度19分7秒         |
| 海抜 | 790m          | 698.7m         | 583.6m        | 2,704m        | 884.67m              |

### 隣接した自治体
小淵沢町は山梨県北巨摩郡下において、昭和の大合併では最初に誕生し、平成の大合併では最後に消滅した町である。また、その発足は諏訪郡富士見町よりも早かった。そのため、設置から廃止までの間に、明治期の町村制施行から昭和の大合併を経て平成の大合併に至るまでの、隣接する町村の変遷全てを経験している。（以下、北側より時計回り順）
|                        | 山梨県北巨摩郡 | 山梨県北巨摩郡 | 山梨県北巨摩郡 | 山梨県北巨摩郡 | 長野県諏訪郡 | 長野県諏訪郡 |
| ---------------------- | -------------- | -------------- | -------------- | -------------- | ------------ | ------------ |
| 昭和の大合併終了まで   | 小泉村         | 清春村         | 菅原村         | 鳳来村         | 落合村       | 境村         |
| 平成の大合併開始まで   | 長坂町         | 長坂町         | 白州町         | 白州町         | 富士見町     | 富士見町     |
| 北杜市への編入合併まで | 北杜市         | 北杜市         | 北杜市         | 北杜市         | 富士見町     | 富士見町     |

## 町の沿革
- 明治以前、近世において当町区域は甲斐国の「巨摩郡逸見筋（こまぐんへみすじ）」に属し、以下の4村があった。
  - 小淵沢村（こぶちざわむら）
  - 上笹尾村（かみささおむら）
  - 下笹尾村（しもささおむら）
  - 松向村（しょうこうむら）
- 1875年（明治8年）1月 - 上笹尾村・下笹尾村が合併して「篠尾村（しのおむら）」が成立。
  - 上笹尾・下笹尾の両村は大字ともに合併し「篠尾村篠尾」とした[7]。
  - 松向村は現北杜市の「中丸村（なかまるむら）」「片颪村（かたおろしむら）」と合併し「清春村（きよはるむら）」となる。
  - 小淵沢村は合併を行わず単独で存立した。
- 1878年（明治11年）7月22日 - 郡区町村編制法の施行により、篠尾村・小淵沢村は北巨摩郡の所属となる。
- 1889年（明治22年）7月1日 - 町村制の施行により、篠尾村・小淵沢村が自治体として発足。ただし、清春村の一部（松向）が篠尾村の一部となり「篠尾村清春」となる[7]。
- 明治後期から大正期にかけて、篠尾村は大字を改称し、以下の通りにする[7]。
  - 篠尾村篠尾は「篠尾村上笹尾」・「篠尾村下笹尾」
  - 篠尾村清春は「篠尾村松向」
- 1954年（昭和29年）3月31日 - 小淵沢村・篠尾村が合併して「小淵沢町」が発足。
- 2006年（平成18年）3月15日 - 北杜市に編入合併（これに伴い、北巨摩郡は消滅）。北杜市の地名の一つとなった。

近世（慶長年間）から「小淵沢村」の名は検地帳などの文献に散見されており、明治期の町村制施行時にも適正規模であるとして他村との合併を経験せず「小淵沢」の名が残った。そのため小淵沢町は北巨摩郡において近世からの村落名が21世紀に至るまで自治体名として存続した唯一の町村となった。

## 主な地名

### 町名の由来

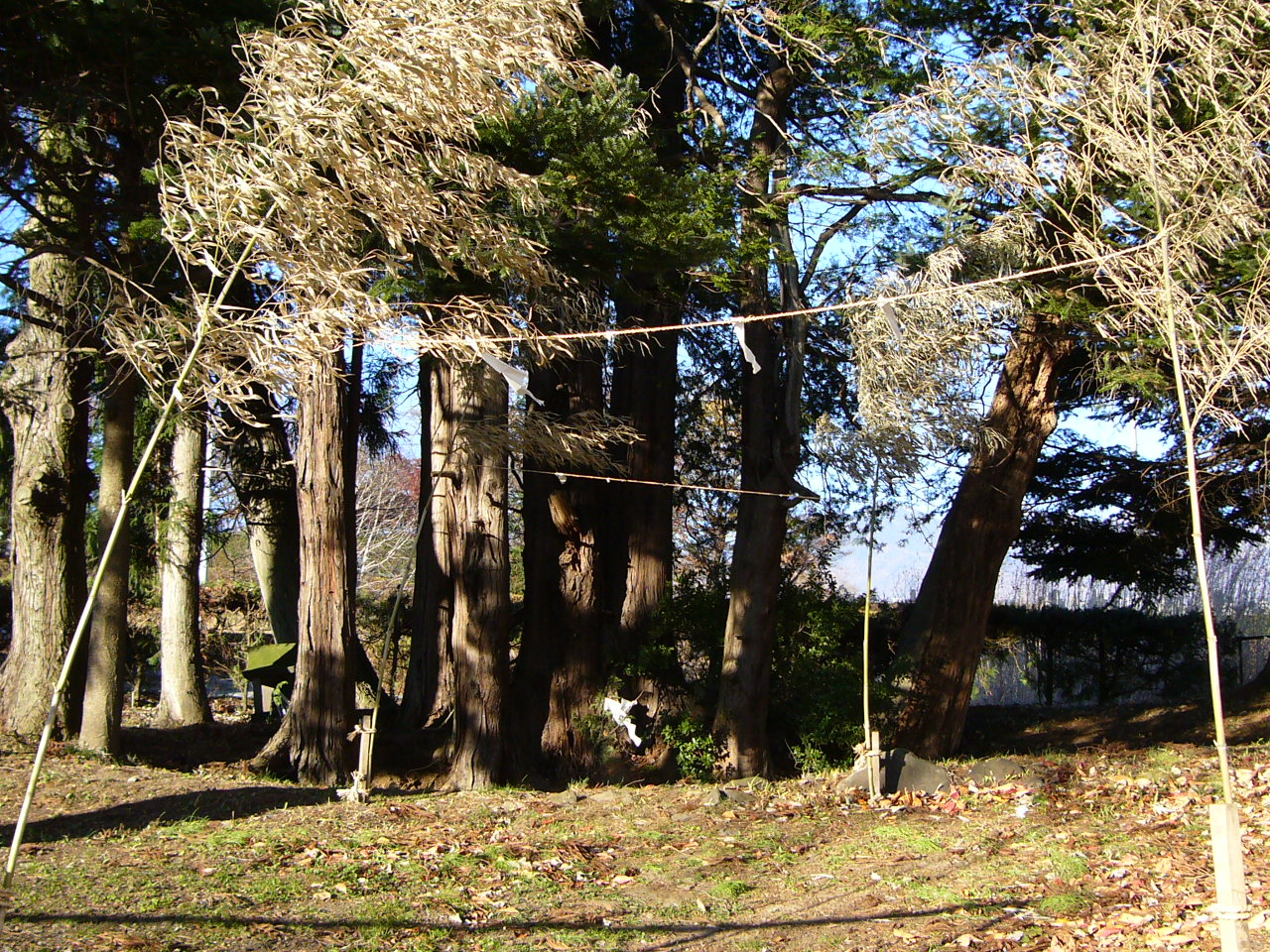
町名の由来となった小淵池と小淵神社。

- 「中世以来の郷村名」が名の由来となっている町である[8]。
- 「小淵沢」の由来は、「日本武尊の東征の折、小池のほとりにて軍を休め兵馬の用水としたことからその場所を『小淵』とし、神社を建ててこれを祭ったことから、後に『小淵沢郷』と呼ばれるようになった」という伝承があり、これに基づいている[9]。
- 1561年の番帳に「小淵の沢の禰き」、1608年の番帳には「小淵沢の禰宜（ねぎ）」という言葉（役職名）が見られる。これら「小池・小淵」、「小淵の沢」や「小淵沢」とは、町内に多く存在する湧水のいずれかであると言われているが、その中でも町中央部（字淵平ふちだいら）にある小淵神社に存在する「小淵池（こぶちいけ）」のことであるという説が強い。
- またその他の説として、「コブチ（クビチ）」という「罠」を表す古語から、「小淵沢」を「罠（コブチ）を設けた谷」という、古代の狩猟に関係・由来した地名として解釈する説も存在する[10]。
- 小淵沢村と篠尾村の合併の際に新町名に「小淵沢」が採用されたのは、主に以下の4つの理由からである[11]。
  - 小淵沢駅が中央本線・小海線の分岐点として交通上の重要拠点となっている。
  - 新町は小淵沢駅を中心として発展することが期待されたため、駅名をとることに重点を置いた。
  - 小淵沢郵便局が小淵沢町域と清春村の集配を担当しており、電話交換業務も小淵沢町域・鳳来村を担当していた。
  - 「小淵沢」の名前は広く一般に周知されているため、八ヶ岳の観光振興の上からも充分考慮した。

また、旧小淵沢村を除いた、小淵沢町を構成する各旧村の名前の由来は以下の通りである。
上笹尾村・下笹尾村（篠尾村）
古来より「篠尾」と呼ばれており、篠尾郷が村割りによって上割、下割に分けられ、それが上笹尾、下笹尾となった。「篠尾」の名は、当村の高原（尾根）に篠が多く繁っていたことに由来している。また一説に、「篠尾」は「ささお」と読まれていたが、いつからか「篠」の字が本来持つ「しの」という読みに引きずられて、「しのお」という読みで呼ばれるようになったのではないかとする説がある。1915年（大正4年）に刊行された『北巨摩郡誌』においても、「（前略）この地を笹尾と稱し、轉じて篠尾と稱するに至れりと傳ふ。（この地を「笹尾」と称し、転じて「篠尾」と称するに至ったと伝わる。）」とあり、「笹尾」と「篠尾」の地名は元々は同じであったと推測される。
松向村
当村には「日本武尊の東征の帰路、松の大樹の向こうに集落が見えるのをもって『松向』と名づけた」という伝承が残っており、村名はその伝承に由来する。日本武尊にまつわる伝承が由来となっているのは小淵沢村と共通しており、大変興味深い。

### 行政地名（大字）
小淵沢町の行政地名（住所などに用いられる地名）は次の通り。
小淵沢町 小淵沢
- 旧「小淵沢村」に該当する地域。
- 地図上では「小淵沢町小淵沢」と記されていたが、旧小淵沢村には大字が存在しなかったため、実務上において大字は使用されない地区である。日本郵便の郵便番号検索では「小淵沢町の次に番地がくる場合」と記されていた。しかし北杜市との合併によって「小淵沢町」が大字の扱いとなり、現在は「北杜市小淵沢町」と記されるようになった。
- 住所の表示、不動産登記には用いられず、住所の表示は「小淵沢町 ××××（番地数字）」のように町名の直後に番地が付される（例 ： 小淵沢町835 - 小淵沢町役場）。不動産登記では「小淵沢町 字○○（字名） ××××（地番数字）」と町名の後に小字と地番が付される（例 ： 小淵沢町字淵平2233 - 小淵神社）。

小淵沢町 上笹尾
小淵沢町 下笹尾
小淵沢町 松向
- 旧「篠尾村」に該当する地域。旧篠尾村に存在した3大字をそのまま継承している。
- 町名の後にそれぞれの大字（上笹尾・下笹尾・松向）が付けられ、それ以降の部分は小淵沢町小淵沢と同じとなる。
- 住所の表示は「小淵沢町□□□（大字名） ××××（番地数字）」となる（例 ： 小淵沢町上笹尾468-1 - 篠尾郵便局）。不動産登記は「小淵沢町□□□（大字名） 字○○（字名） ××××（地番数字）」という表記がなされる（例 ： 小淵沢町上笹尾字花表田2738 - 大滝神社）。

小淵沢町では他に条例等において町内を分ける際の行政上の地域区分として、東地区・西地区の区分が用いられている。旧小淵沢村が西地区であり、旧篠尾村が東地区である。町道の路線番号は「東（西）何級何号線」で採番されており、保育園などでも東西の区分が用いられている。ただし行政上の便宜を図る目的で用いられているため、住所・登記には全く登場しない。

### 行政区
小淵沢町では、古くから存在していた地域コミュニティの地理的範囲をほぼそのまま継承する形で行政区が設置されている（行政区は「通称地名」とも呼ばれることがある）。
小淵沢町には現在13の行政区が存在し、上笹尾・下笹尾・松向を除いて住所表記や不動産登記には用いられないものの、位置付けとしては大字という扱いである。

#### 旧小淵沢村
旧小淵沢村（西地区）には8つの行政区が置かれている。
- 岩窪（いわのくぼ／いわくぼ）区（岩久保とも）
- 尾根（おね）区
- 久保（くぼ）区
- 高野（こうや）区
- 小淵（こぶち）
- 大東豊（だいとうほう）区
- 本町（ほんちょう）区
- 宮久保（みやのくぼ／みやくぼ）区

#### 旧篠尾村
大字「上笹尾」・「下笹尾」・「松向」は、かつてはそれぞれが独立した村だったことから、行政区の下にさらに小字に相当する「地区」が存在する（ただし、登記簿などに記載されている正式な小字とは必ずしも一致しない）。一部の地区を除いて各「地区」には公民館や公会堂などの集会施設が設置されている。
旧篠尾村（東地区）では、清春村から松向が分かれて合併して以降、戦後まで長らく1大字1行政区の3区体制となっていた。1919年（大正8年）3月14日に区の名称を改めるまで、上笹尾区が「第一区」、下笹尾区が「第二区」、松向区が「第三区」という名称であった。その後1948年の開拓農業協同組合の設置を機に誕生した戦後開拓地区として「篠原」と「女取」が、大字上では上笹尾であるものの独立した行政区となり、現在では5区体制となっている。
- 上笹尾（かみささお）区
  - 新井（あらい）地区
  - 協心（きょうしん）地区
  - 島屋敷（しまやしき）地区
  - 滝ノ前（たきのまえ）地区
  - 根造（ねぞう）地区
  - 日向（ひなた）地区
- 篠原（しのはら）区
- 女取（めとり）区

- 下笹尾（しもささお）区
  - 大下（おおしも）地区
  - 尾田輪（おたわ）地区
  - 不動（ふどう）地区
- 松向（しょうこう）区
  - 神田（しんでん）地区
  - 原村（はらむら）地区
  - 本村（ほんむら）地区

## 交通
新宿駅から小淵沢駅までのおよその所要時間は、特急あずさ号で2時間前後である。また、中央自動車道を経由する中央高速バスの場合、バスタ新宿から中央道小淵沢バス停までの標準所要時間は2時間30分前後である（鉄道・高速バスのいずれも2020年6月現在）。

### 鉄道路線
中心駅
- 小淵沢駅　（中央本線・小海線）

都道府県庁への連絡
- 中央本線　（甲府市甲府駅）

広範囲な連絡
- 中央本線

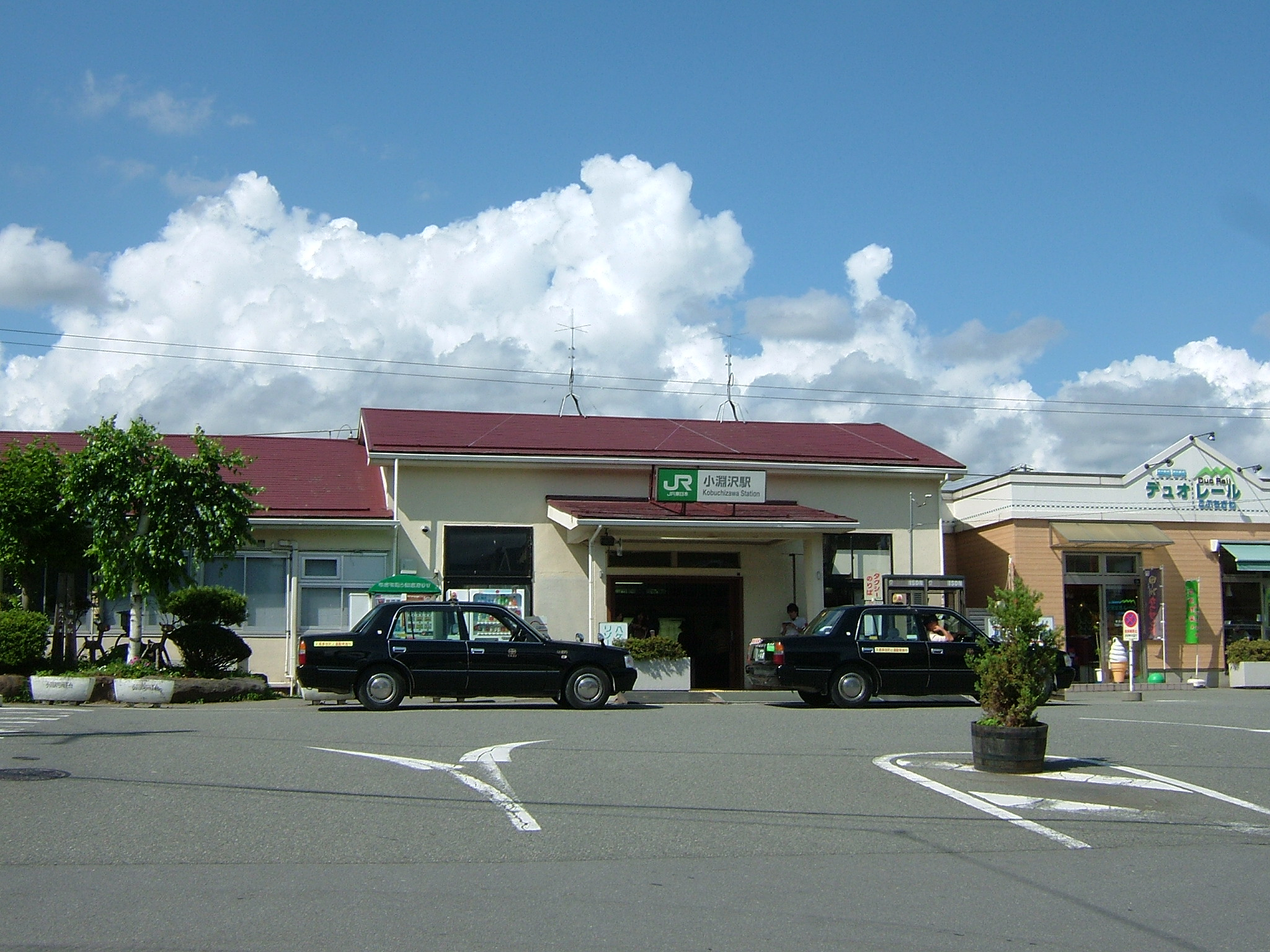
小淵沢駅の駅舎。

  - 特急あずさ (列車) （松本駅〜当駅〜新宿駅）
  - ホリデー快速ビューやまなし （当駅〜東京都新宿駅）

### 道路
小淵沢町は南部に七里岩の断崖が存在するため、南の白州町旧鳳来村地区や富士見町旧落合村地区といった国道20号沿線地域への交通を確保するために非常な労力を要した。平成に入るまで、町内と国道20号を直接結ぶ幹線道路は、松木坂と呼ばれるつづら折れの急峻な県道だけであった。小淵沢町誌（1983年）には明治期以前からの松木坂のルートの幾度もの変遷が掲載されており、この区間に先人達がいかに苦心していたかが窺える。現在のルートは1935年（昭和10年）に開削されたものであり、その開削には発破を使用するなどかなりの大工事であったといわれている。
平成に入り、技術の進歩によって従来よりも遥かに快適な道路が完成した。1995年（平成7年）に開通した町道西1級7号線、通称「インター白州ライン」のすずらん大橋である。この橋は山梨県内でも珍しいループ橋であり、七里岩の断崖部分の約50mの高低差をループで下る構造となっている。深沢川の侵食谷の斜面に沿う形で南下して小淵沢インターチェンジと国道20号線を結ぶこの路線の開通により、町内から甲府方面の国道20号への、そして国道20号から小淵沢駅・小淵沢インターチェンジへのアクセスが大きく改善された。
高速道路
- 中央自動車道
- 町内のインターチェンジ ： 小淵沢インターチェンジ
- 町内の高速バス停留所 ： 中央道小淵沢BS（中央高速バス諏訪岡谷線、他）

国道
- なし

都道府県道
- 主要地方道
  - 山梨県道11号北杜富士見線（八ヶ岳高原ライン／八ヶ岳横断道）
  - 山梨県道17号茅野北杜韮崎線（七里岩ライン）

- 一般県道
  - 山梨県道608号長沢小淵沢線
  - 山梨県道618号観音平下久保線
  - 長野県道484号富士見原茅野線（鉢巻道路）

広域農道
- 八ヶ岳広域農道（レインボーライン）

道の駅
- 道の駅こぶちさわ（八ヶ岳高原ライン）

## 経済・産業

### 主な産業
第二次大戦後は米麦生産・養蚕・酪農といった第一次産業が主要産業であった。
近年では立地環境を生かしたバイオ・化粧品関連の企業を中心に第二次産業が、また高原の気候を生かした観光・レジャー産業を中心とする第三次産業が増え、バランスの取れた産業形態を見せている。

### 国の研究機関
- 国立研究開発法人 農業・食品産業技術総合研究機構（養蚕業に関する研究機関として当地に分室が置かれている。）
  - 1931年（昭和6年）12月2日　農林省告示第372号により山梨県北巨摩郡小淵沢村に「蠶業試驗場小淵澤飼育所」が設置される[20]。
  - 1949年（昭和24年）農林省設置法制定に伴い、農林省蚕糸試験場小淵沢飼育所となる。
  - 1958年（昭和33年）組織改正により農林省蚕糸試験場小淵沢原蚕種製造所となる。
  - 1968年（昭和43年）組織改正により農林省蚕糸試験場小淵沢原蚕種試験所となる。
  - 1972年（昭和47年）組織改正により農林省蚕糸試験場育種部蚕品種保存研究室となる。
  - 1983年（昭和58年）組織改正により農林水産省蚕糸試験場蚕育種部のうち、蚕品種保存（小淵沢）となる。
  - 1988年（昭和63年）組織改正により農林水産省蚕糸試験場蚕糸・昆虫農業技術研究所遺伝育種部のうち、遺伝素材（小淵沢）となる。
  - 2001年（平成13年）独立行政法人農業生物資源研究所発足。農業生物資源研究所小淵沢地区となる。
  - 2006年（平成18年）小淵沢町の合併により農業生物資源研究所北杜地区となる。
  - 2016年（平成28年）4月1日、農業生物資源研究所が国立研究開発法人農業・食品産業技術総合研究機構（農研機構）に統合される。

### 小淵沢町に本社・研究開発部門・工場を置く主な企業
- 丸政（駅弁／本社） ： 1929年（昭和4年）に小淵沢に移転
- 八ヶ岳乳業（乳製品／工場） ： 1954年（昭和29年）に開設（1986年（昭和61年）に茅野市に移転するまでは本社も併設）
- ミヨシ（花苗育種／研究開発部門） ： 1971年（昭和46年）に開設
- スリオンテック（現・マクセルスリオンテック）（粘着テープ／工場） ： 1985年（昭和60年）に開設
- アルソア化粧品（化粧品／本社） ： 1998年（平成10年）に小淵沢に移転

## 主な観光

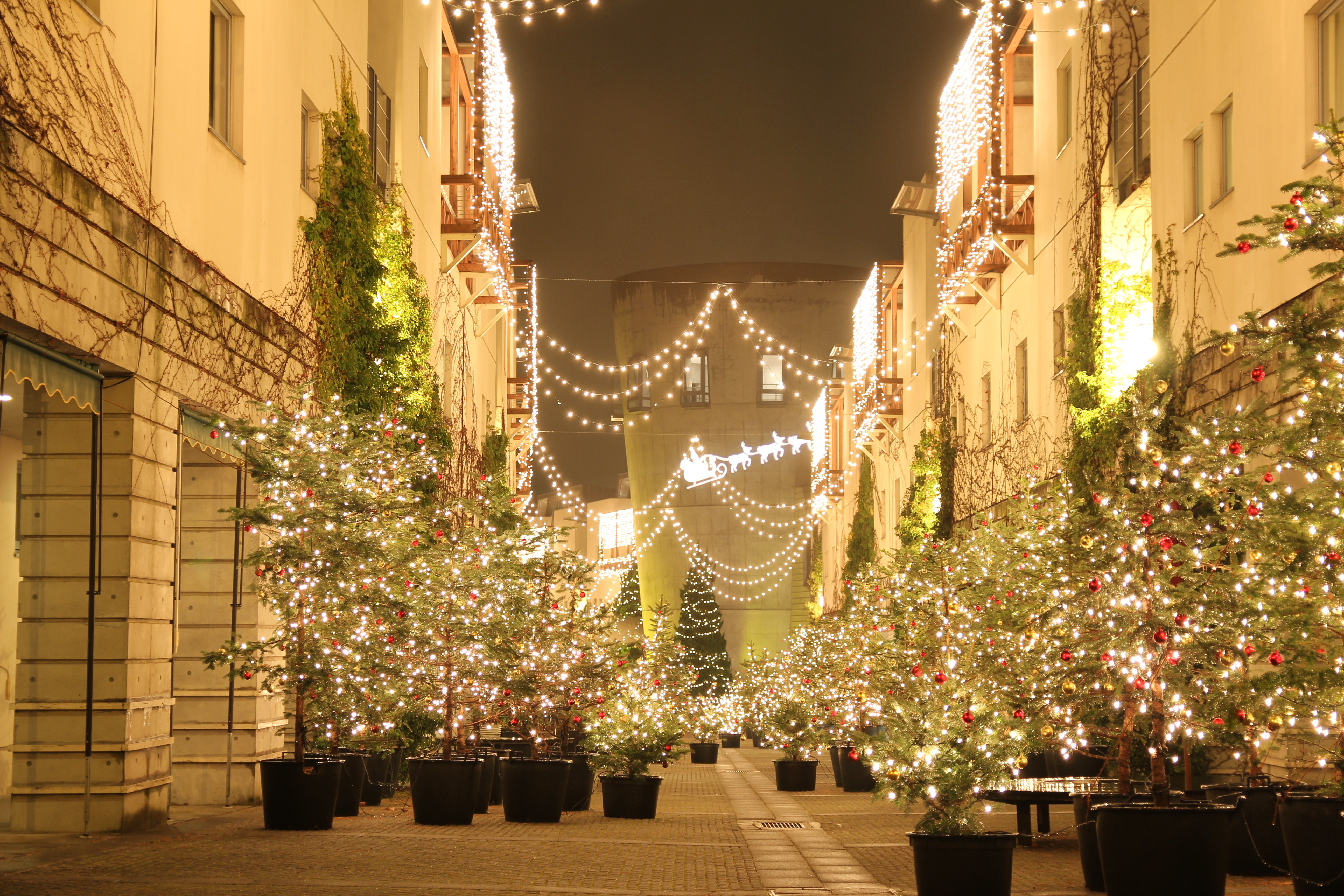
リゾナーレにおけるクリスマスイルミネーションの様子。

小淵沢町は、交通の利便性、八ヶ岳南麓の高原に位置しているため夏でも涼しい気候であるという特性、そして自然環境や歴史文化といった風物を活かした滞在型の観光地として発展しており、ペンションなどの宿泊施設が多く見られる。主な観光資源には以下のようなものが挙げられる。
- 編笠山登山道のための県道（観音平下久保線）が整備されたことによる登山・トレッキング
- 国民体育大会の馬術部門の競技会場となった県馬術競技場近辺を中心に点在する私営の牧場での乗馬レクリエーション
- 夏も清涼な気候を生かしたペンション等の宿泊施設・温泉施設
- 自然を生かしたものづくり体験工房、美術館、交通の便を生かした

しかしながら、これらの観光施設は駅から離れ自動車での交通を主体とする町北部にあるため、駅前の空洞化がきわめて深刻である。そのため、2006年度から、タウンマネージメント機関事業に基づく有限会社によるまちづくり事業者（まちづくり小淵沢）の設立や、国土交通省からまちづくり交付金を得るなど、中心市街地の活性化を目指している。

### 観光スポット
公園・レクリエーション施設
- 八ヶ岳中信高原国定公園
- 大滝湧水
- 山梨県馬術競技場
- 八ヶ岳牧場
- 神田の大イトザクラ

商業施設・滞在施設・美術館
- リゾナーレ八ヶ岳
- スパティオ小淵沢延命の湯
- えほん村
- くんぺい童話館
- フィリア美術館
- 小淵沢アートヴィレッジ
- 中村キース・ヘリング美術館

景勝地・史跡・その他
- 三峰の丘
- 観音平
- 信玄の棒道
- レインボーライン
- 小海線（通称「小淵沢の大カーブ」）
- 城山・馬場の里（篠尾砦跡）

祭事・催事
- 八ヶ岳ホースショーinこぶちさわ（7月最終土曜日、もしくは8月第一土曜日）
- すずらん祭り（8月）
- こぶちさわ音楽祭
- 八ヶ岳薪能（8月3日）（身曾岐神社）

（かつて存在した観光スポット）
- 戦国の館（大河ドラマ「葵 徳川三代」「利家とまつ〜加賀百万石物語〜」撮影利用場所）→2005年（平成17年）閉館。その後長坂町に風林火山館がオープンしている。
- 花パークフィオーレ小淵沢 - 2020年4月1日より閉館
- こぶちざわ昆虫美術館

## 歴史と文化

### 歴史
先史時代
町域の属する八ヶ岳南麓は旧石器時代から縄文時代にかけての遺跡が数多く分布する地域であり、町域にも旧石器時代からの遺物が出土している。縄文時代の遺跡は八ヶ岳南麓地域においては中央自動車道の建設や圃場整備などにより数多く確認されており、町域では縄文中期の上久保の中原遺跡、岩久保の沢の田遺跡、宮久保の上平出遺跡などの集落遺跡がある。
古代
八ヶ岳南麓は高冷地であるため弥生時代の遺跡は少ない傾向にあるが、町域でも弥生・古墳時代から奈良平安時代に至る考古遺跡の分布は希薄で、平安時代から集落遺跡が急増する。律令制の下では甲斐国巨麻郡下にあったと考えられているが、町域に比定される郷名は明らかではない。
中世
永正16年（1519年）甲斐国統一を進める守護武田信虎と甲斐の有力国人今井氏・信濃諏訪氏、連合軍が甲信国境で激突し今井氏は一旦降伏。この時、信虎により軍事拠点として現在の下笹尾（北杜市小淵沢町下笹尾）に笹尾砦が築かれた。その後、今井氏は信虎へ反旗を翻し度重なる反乱の末、河原辺の戦い（現在の韮崎市）で信虎軍と激突しこの戦いで今井信元・飯富虎昌・栗原兵庫・諏訪頼満・大井信業、連合軍は800人余を失って大敗した。敗戦後、今井信元は浦の城（獅子吼城、北杜市須玉町江草）に籠城してなおも信虎に抵抗したが、天文元年（1532年）9月に開城して遂に信虎に降参し臣従した。これにより、武田信虎による甲斐統一が果たされた。戦国時代、武田晴信（信玄）期には信濃侵攻が本格化するが、町域には軍道として整備された棒道と伝わる街道や、戦勝祈念のため建てられたという観音堂が所在したという伝承や狼煙台のある観音平など信濃侵攻に関する史跡が残されている。天文9年（1540年）には、甲斐国と信濃国の国境が「堺川」から「甲六川」に変更されたと伝えられる。
近世
江戸時代では、高原の地ながらも「大滝湧水」をはじめとする灌漑用水に恵まれ、高い米生産力を誇っていた。
当町区域は「逸見筋（へみすじ）」に属し、甲斐二十四関の一つである「小淵沢口留番所」と、甲斐国唯一の遠見番所が設けられ、交通の要所として大掛かりな警護が行われていた。
近現代
明治時代に入ると、甲斐府や甲府県などの管轄を経て山梨県の管轄となる。
大正時代においては、中央本線や道路改修などがあり交通も頻繁となった。また県の奨励の下養蚕もさかんになり、峡北地域において韮崎に次ぐ商工業の中心地となった。
昭和時代に入ると、1935年に小海線が全通し、森林鉄道としての役割を担った。戦後高度成長期以降は高原列車として観光客に人気を博し、沿線の発展に大きく寄与した。
終戦直後には開拓農業協同組合が設置され、北部地域の開拓が行われた。開拓地区は現在では高原観光地として、休日ともなると首都圏を始めとする多方面からの観光客で賑わいを見せている。
戦後には、昭和の大合併により合併し町制を施行した。
地域経済の振興のため、八ヶ岳酪農協同株式会社（現八ヶ岳乳業株式会社）などの企業誘致を行い、1982年の中央自動車道の全線開通など交通網の整備に伴い、観光開発にも力を入れた。
1986年には、第41回国民体育大会馬術競技会の会場となった。またNHKの大河ドラマ「武田信玄」の撮影の利用などがあり、知名度が向上し観光業が盛んになった。

#### 庇護聖地（アジール）説
小淵沢は古くから甲州街道原路や棒道といった交通路が走り、甲斐国と信濃国との国境という要衝に位置していたものの、これといった人口扶養力の高い産業や豊富な天然資源が存在しているわけではなかった。何故そのような産業や資源に乏しい小淵沢が発展したのかということを説明する説の一つに、この地がかつてアジールだったのではないかという説がある。北巨摩郡北西部は731年（天平3年）まで諏訪国だったといわれ、そのため諏訪神社が多く存在しているとされる。諏訪には出雲から建御名方神が逃れて住み着いたという神話が存在する（諏訪大社の項参照）。また、小淵沢には清和源氏武田氏流今井氏の末裔が住み着き、それら一派によって小淵沢の町が興されたのではないかとする説がある。これらのことから、小淵沢は中央権力からの逃亡者達が心安らかに住まって、文化を築き上げる聖地であった、としている。

#### 五百石堰・北野天神社と「小淵沢」の成立
小淵沢町のうち旧小淵沢村は「行政地名（大字）」の項目にあるように大字がない、すなわち町村制施行に伴う合併を経験せずに古くから「小淵沢村」として存在していた村である。しかし小淵沢町のうち旧篠尾村にはかつて上笹尾村、下笹尾村、松向村の3村が存在し、小淵沢村に隣接する他村も町村制施行以前には以下のような村々が存在していた（以下北側から時計回り順）。
- 小泉村（長坂町） ： 大井ヶ森村、小荒間村、白井沢村
- 清春村（長坂町） ： 片颪村、中丸村、（松向村）
- 菅原村（白州町） ： 白須村、台ヶ原村
- 鳳来村（白州町） ： 大武川村、上教来石村、下教来石村、鳥原村
- 落合村（長野県富士見町） ： 上蔦木村、下蔦木村、神代村など10村
- 境村（長野県富士見町） ： 葛窪村、先達村、田端村など6村

このように周辺旧村のほぼ全てにおいて、古くは小淵沢町でいう「行政区」単位で村落が存在していた。小淵沢町を含む北巨摩郡北西部はかつて諏訪国だったといわれるが、旧小淵沢村のみ町村制施行時にも他村との合併が不要と判断された規模を古くから有していたことになり、同じ国（諏訪国）に属した周辺各村に比べてかなり特異な存在であったといえる。
だが旧小淵沢村においても、村を構成していた岩窪、尾根、高野、宮久保の4集落はそれぞれが名主、長百姓、百姓代を置き、対外的に代表名主を選んでおり、あたかも一村の体を成していたといわれる。つまり中世以前には、他の周辺各村と同様に各集落（現在の行政区）の単位で村々が存在していたとも考えることができる。
このようにかつては岩窪村、尾根村、高野村（または荒野村）、宮久保村として独立した村々であったとも推測される4集落を統合し、「小淵沢郷」、そして「小淵沢村」の成立に重要な役割を果たしたのが、五百石堰と北野天神社であると考えられている。五百石堰は井詰湧水から湧き出る水を村内各地に送り、小淵沢村の水田開発を支えた基幹水路であり、現在でも農業灌漑用水として利用されている。「五百石堰」の名は、この堰によって五百石の石高の増加を見たことからこの名が付けられたものである。一方、北野天神社は当初は町内区域に存在する多くの神社の一つであったが、祭祀権の拡張（影響力の拡大）を進めて、この付近の一宮として認められる程の格式を持った神社へと成長した、小淵沢村・小淵沢町を代表する神社である。五百石堰の開削にはこの北野天神社の神主を代々務めた小井詰氏が関わっているとされ、北野天神社の影響力の拡大期と同時代であるとみられる。
小井詰氏による堰の開削は、井詰湧水の水を小淵沢村内の各集落へと行き渡らせることとなり、一つの水を共同で利用しているという同郷意識を各集落に芽生えさせることになった。また、北野天神社の影響力の拡大は、祭祀を同じくするという精神的な繋がりを意識させることとなった。五百石堰による地理的・経済的な意識の統合、そして北野天神社による宗教的・文化的な意識の統合によって、各地に点在していた小規模な村落共同体が、一つの「小淵沢」という大きな共同体として統合されるに至ったのではないかと考えられている。

#### アカマツ林
小淵沢町の北部の西側においては、アカマツの林が鬱蒼と広がり、そこにアウトレットモールや宿泊施設などが点在するという景観が特徴となっている。このアカマツの林は原生林ではなく、元々は存在しなかった人工林である。
古来より八ヶ岳南麓の荒涼とした原野に拓かれた小淵沢村では、北西より吹き付ける八ヶ岳颪による寒風のため、農作物はしばしば冷害に悩まされてきた。また、荒地は保水力が少ないため、降雨時には泥水による水害が村民の生活を脅かしてきた。そこで風水害から村を守るため、1687年（貞享4年）、アカマツの苗の試植を始め、続いて1689年（元禄2年）に幕府の許可の下、甲六川から上笹尾村の篠原に至るまでの720間（約1,310m）、幅3間（5.4m）の約30haに渡って風除林を設けることとなった。東西より始められた植林が終了したのは1715年（正徳5年）のことで、30年近くにも渡る長い年月と多額の費用を費やした一大事業であった。最後の植林の場所、すなわち村の東西より始められた植林が最後に落ち合った場所には祠が建立され、落ち合った場所という意味で「揉合（もみあわせ）神社」の敬称が付けられた。江戸時代にこれ程の規模の植林が民衆の申し出と費用負担によって行われたのは稀であろう。当初の幅は5m程度に過ぎず、また第二次大戦下には資材として大量に切り出され荒廃もしたが、村民・町民の努力により現在では数百mにも及ぶ幅を有する森となっている。「植木（うえき）」とも通称されるこの林は現在でも風水害から町を守っており、小淵沢財産区がその保護管理に当たっている。

#### 財産区
山梨県では明治40年の大水害以降、御料地として国有化されていた山林の荒廃が問題視され、明治時代末に県有財産として恩賜林が下賜された。その際に恩賜林の管理は自治体の責任で行うことが明確化された。小淵沢町北部の林野も恩賜林として下賜されており、これら山林の管理のため、町内には3つの財産区が設置されている。
- 棒道下恩賜林保護財産区（旧小淵沢村）
- 篠原山恩賜県有財産保護財産区（旧篠尾村）
- 大平山恩賜県有財産保護財産区（旧小淵沢村）

また、長野県富士見町との間でも、編笠山の県境沿いの斜面の地域を対象とする保護組合が存在する。
- 八ヶ岳山恩賜県有財産保護組合（旧小淵沢村）

これらのうちほとんどが旧小淵沢村で、旧篠尾村は1つしかない。これはかつて篠尾村には小淵沢村との合併前に「篠尾村外一ヶ村恩賜県有財産保護組合」（秋田村旧大八田村地区）と「篠尾村外二ヶ村恩賜県有財産保護組合」（秋田村旧大八田村地区・小泉村旧大井ヶ森村地区）が存在していたが、戦後開拓の際に入植者に払い下げおよび譲渡し解散したためである。
また、財産区の他にかつて小淵沢町が入会地として利用していた地域に、長野県富士見町の「広原山」がある。この地域は古来から小淵沢村と蔦木村（現富士見町）など諏訪郡の11の村で入会利用がされていた。しかし諏訪郡の各村は小淵沢村の入会権を無視除外しようとしたため係争が発生し、小淵沢村では名主繁宮利左衛門を総代として江戸町奉行所に提訴を行った。以来十数年に渡り訴訟が行われ、繁宮氏は自己の所有する土地や家財を売り払い、訴訟費用に当てたという。そして1717年（享保2年）3月9日に、ついに小淵沢村勝訴の裁決状が下された。これによって入会利用を継続して行えるようになったものの、近現代の都道府県をベースとした自治体制度により県境をまたいだ管理が煩雑になったことや、昭和40年代になって富士見町と長野県企業局による広原山の開発が決まり、広原山の譲渡の打診を受けたことなどから入会権を譲渡し、その際の譲渡金を簡易水道敷設費に当てている。

#### 開拓集落
小淵沢町の北部地域の歴史において、戦後開拓は非常に重要な位置を占める出来事である。戦後の食糧増産や引揚者への就業支援などの目的のため、1945年（昭和20年）11月に「緊急開拓事業実施要綱」が閣議決定され、山梨県内では八ヶ岳・茅ヶ岳・富士山麓の高冷地が開拓地の大部分として指定された。小淵沢町では開拓組合として小淵沢組合（棒道1、2）・篠原組合（篠原、篠原2、三里原）・篠八田組合、篠尾組合（上笹尾1、2、3）の4組合が存在した。
小淵沢組合の大富組・東和組・豊畑組は合併して大東豊区となった。篠原区は女取開拓団と八ツ原開拓団が合併して篠原開拓組合となり、上笹尾区から独立したものである。女取区は篠八田組合と篠尾組合の小野組が合併したもので、その際に篠尾組合に属していた三蔵主は松向区へと編入された。
初期の開拓者の生活は極めて困難なものであった。開拓者の多くはトウモロコシやジャガイモを主食とし、時折祝祭日などに米飯を炊いて、皆で祈るようにして食べたという。人力による飲料水の長距離運搬や電灯ではなくランプによる生活、そして不毛地が多く、収穫量で一家を養えないため日雇い収入に頼るしかなく、それによって開墾が進まないという悪循環などで離農者が続出した。しかしこのような困難の中でも開拓者の働きかけや努力により、電気の架設や篠尾小学校分校の設置、開拓道路の開削など徐々に進歩を見せ、作付作物も穀物から高原野菜や酪農へと転換することで付加価値を高めていった。そして現在ではエコツーリズムや乗馬体験といった滞在型・体験型の高原観光地として、小淵沢町の経済を支える重要な地位を占めるまでになった。

### 文化・スポーツ
小淵沢音頭
新民謡とも分類されるもので、戦後になって作られた音頭である。1948年（昭和23年）8月に、旧小淵沢村の青年層によって発行されていた「こぶち新聞」が各種文化団体の後援によって募集したもので、作詞・作曲ともに小淵沢の住民によって行われた。1949年（昭和24年）頃に婦人会の役員が中心となって振付けが行われ、1955年（昭和30年）10月の「山梨県農業まつり」には婦人会の踊りと音楽研究会の演奏によって参加し、初出場ながら最優秀賞を受賞した。歌詞は7番まで存在し、それぞれに小淵沢町や八ヶ岳高原に関連する名勝・名物が歌われており、「こんな素晴らしい名勝・名物に恵まれた小淵沢にさあおいでなさい」といった旨の歌詞となっている。現在では2番と5番が省略されて歌われている。
町内における夏祭の盆踊りではほぼ必ず踊られ、学校などでも教えるため、町民の多くが親しむ曲である。また、これを電子楽器によるアップテンポな演奏とした（テクノポップ調にアレンジした）「こぶちさわジャーニー」という曲目も存在し、体育大会などで競技の際に流されることがある（演奏のみで歌詞はつかない）。
淵の音太鼓
1991年（平成3年）6月8日に、ふるさと創生事業で「小淵沢町淵の音太鼓」が地元有志15名により誕生した。作曲指導は天野流宗家家元の天野宣で、小淵沢町文化会館（当時。現在は生涯学習センター）において入魂式を行った。
その後、1991年10月には天野宣作曲の第一章「淵駒」を、翌1992年には第二章である「神籟」（しんらい）を発表した。1998年には第36回小淵沢町文化祭で同氏作曲の「小淵沢大間聖殿」と「小淵沢屋台囃子」を発表した。2000年10月には「淵の音太鼓10周年記念コンサート」が福祉活動センター（当時。上記文化会館が改修・改称したもの）で挙行され、その際に第二章から8年の歳月を経て、同氏作曲の第三章である「蹶然」（けつぜん）が発表された。活動は現在も続き、町内の各種イベントの際には太鼓の演奏を披露している。
スケート
小淵沢町では冬季には寒い気候に対して降雪が少ないため、スケートが盛んに行われている。山梨県内のスケート競技は、大正時代に上諏訪などの諏訪地方で盛んであったものが、小淵沢をはじめとする北巨摩地方を経由して郡内地方に広がったものである。そのため、小淵沢は山梨県のスケートスポーツ発祥の地とも言える町である。

#### 名所・旧跡
重要文化財（国指定）
平田家住宅
山梨県指定天然記念物
- 神田の大イトザクラ
- 小淵沢のモミ
- 小淵沢の八幹マツ（枯死）

町指定文化財
- 観音平
- 信玄の棒道
- 義光山矢の堂

#### 神社・寺院

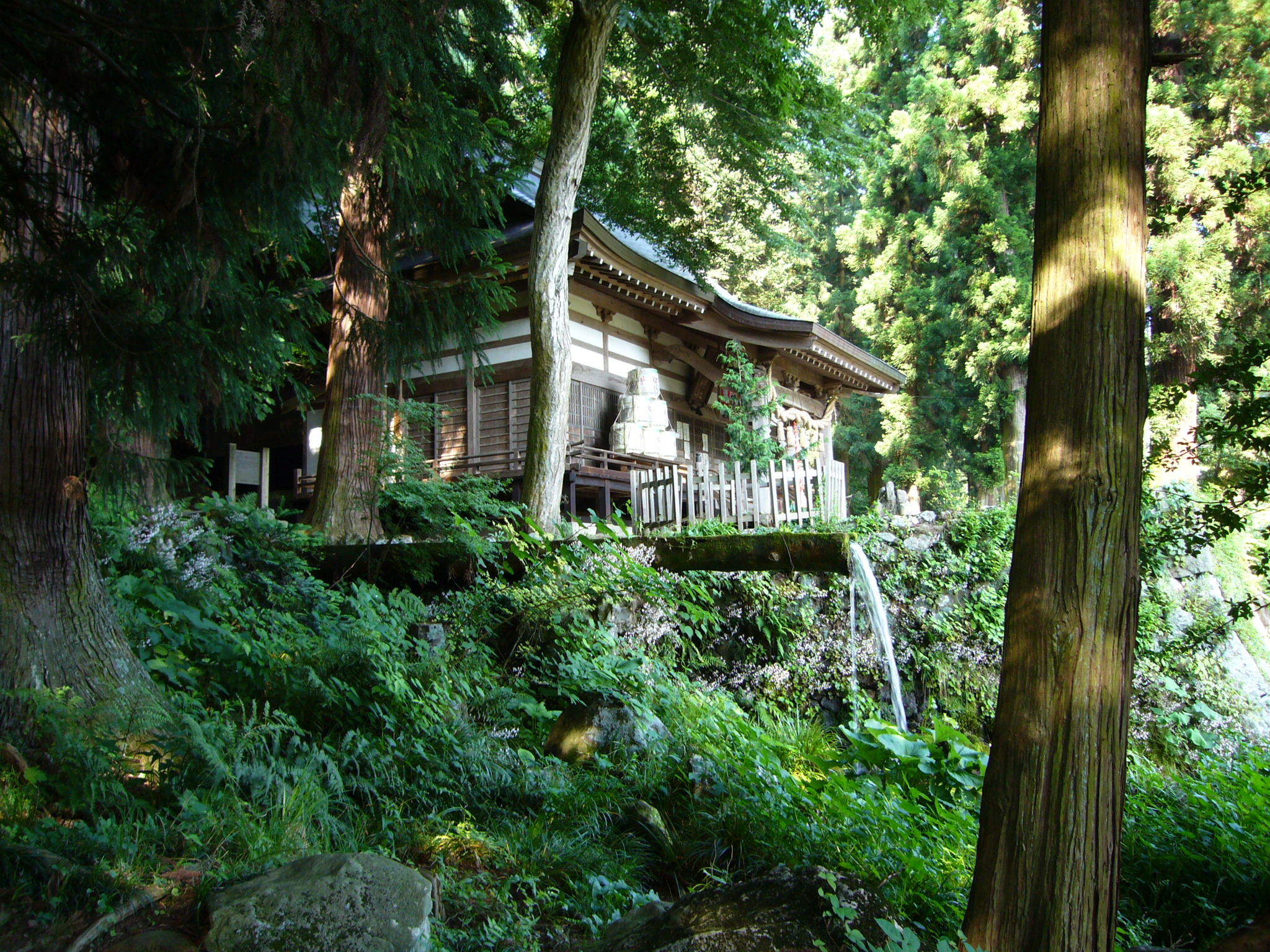
大滝神社と大滝湧水。

小淵沢町には以下の神社・寺院が存在している。各寺社の旧社格・祭神や宗派・本尊、由来やいわれなどは以下の通りである。

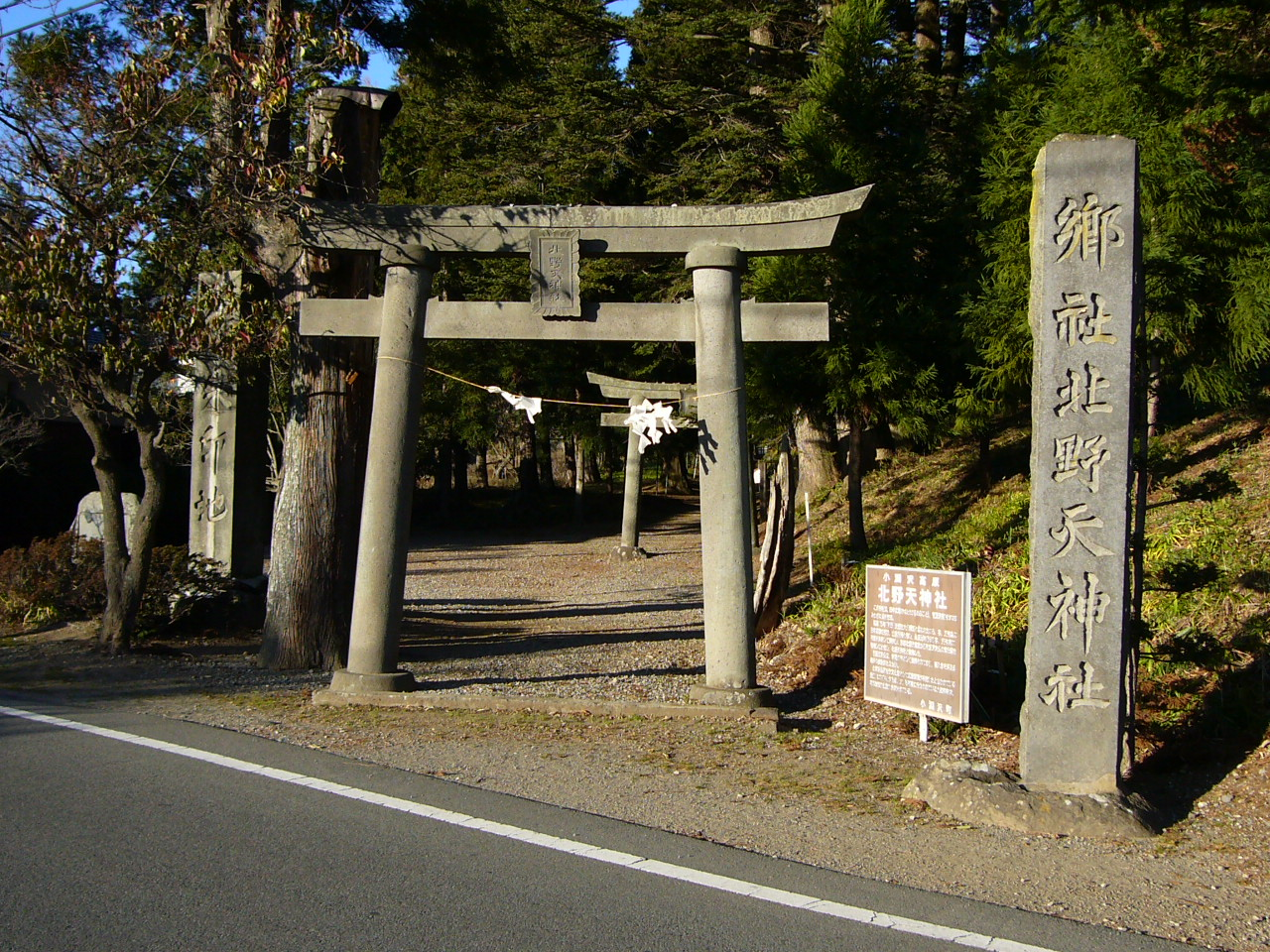
北野天神社。

北野天神社
旧郷社、祭神 ： 日本武尊・菅原道真
915年（延喜15年）、まだ付近が大八幡庄と言われていた頃に字天神森に日本武尊を祀り、「山宮天神」と称していた。その後987年（永延元年）に字天神宮に神殿を造営して天神森から遷宮し、京都北野天満宮から菅原道真公を勧請して合祀し、「北野天神」と改称した。1429年（永享元年）に近郷の一宮となり、「壱宮額」が奉納されている。当神社の「大和神楽」は、250年余りの歴史を有する由緒あるものとして町の無形民俗文化財に指定されている。
諏訪神社（岩窪）
旧村社、祭神 ： 建御名方命
大きな岩が累々とし、木々が鬱蒼と生い茂っていたこの地を選んで諏訪明神の分霊を奉還して「石宮明神」と称し、その後「諏訪神社」に改称した。
大宮神社
旧村社、祭神 ： 大宮廼女命・大国主命・少彦名命
大宮廼女命を祀った「大宮明神」と大国主命・少彦名命を祀った「淵平明神」を合祀し、「大宮明神」と尊称したのが始まりだとされる。
小淵神社
祭神 ： 天照大神・罔象女命
小淵沢村の中心に「小淵」と呼ばれている池があった。ここに水神を祀って「小淵明神」と称し、その後「小淵神社」と改称したものである。町名の由来の項にある通り、この神社と池が小淵沢の名前の由来である。小淵池は日本武尊が東征の折に兵馬を休めたところであったと言われ、「底なしの淵」とも称され常に水量が一定で諏訪湖に通じているといった伝説がある。
八幡神社
旧村社、祭神 ： 譽田別命
筑前国宇佐八幡宮より分霊を勧請して「八幡大社」と称した。1699年（元禄12年）に社殿を火災で焼失したため、高福寺境内に移ったが、その後明治期に神仏分離令が出されたのに伴い、現在の場所に奉還した。根元に道祖神を抱え込んでいるという伝説を持つ大バラの木、「祖神バラ」があり、1965年（昭和40年）に町の天然記念物に指定された。
巨摩神社
旧村社、祭神 ： 大国主命
1904年（明治37年）12月に中央本線が小淵沢駅まで開通したことにより、駅前には村内外から商工業者が集まり商店街を形成し、小淵沢村に新しい集落である本町区が誕生した。1916年（大正5年）に本町区民一同によって出雲大社より分霊を勧請し、地区の産土神として本殿拝殿を建立して「巨摩神社」として祀ったものである。
大神社
祭神 ： 天照大神
もともとこの地には大日如来を本尊とする大日堂があり「昌福院」を別当寺としていた。昌福院が廃寺となってからは宮久保集落で管理してきたが、1885年（明治18年）に近隣の火災によって失われてしまった。その後1888年（明治21年）に伊勢神宮より天照皇大神を勧請し、神殿を建立して「鎮祀大神社」と敬称したものである。
小井詰神社
祭神 ： 罔象女命
古くは「小泉権現」と呼ばれており、その後に「小井詰権現」と呼ばれるようになった。この神社のそばにある小井詰湧水は旧小淵沢村全域の水田・生活用水の水源地となっている。かつては拝殿が存在していたが、1903年（明治36年）12月12日に付近の火災によって類焼し、その後は石祠をモミの木のそばに鎮祀して現在に至っている。このモミの木は樹齢500年で、1966年（昭和41年）5月30日に「小淵沢のモミ」として山梨県天然記念物に指定されている。
揉合神社
祭神 ： 大山祗命・繁宮山神
アカマツ林の項に述べられている通り、冬場は八ヶ岳からの強い寒風が吹く小淵沢村において、その寒風から作物を守るための風除林植樹が江戸時代に行われた。そしてその完成を記念し、1715年（正徳5年）に山の安全と村の平和を祈願して大山祗命を勧請し、石祠を建立して「揉合神社」と敬称したものである。1923年（大正12年）に江戸時代の広原山入会権紛争勝訴に尽力した繁宮利左衛門を祀った繁宮山神を境内に併祀し、その後1980年（昭和55年）には字井詰原に社殿を整備して繁宮山神を合祀した。
豊平神社
祭神 ： 天照大神・埴山姫
戦後になって建立された神社である。戦後に開拓事業として町北部の豊畑地区に入植が行われ、戦後開拓地区の一つを形成したが、開拓者の生活は困難を極めた。そのため住民の団結と安らぎを求めて地内にあった石祠を守護神として祀ってきたが、1947年（昭和22年）12月22日（豊畑地区の入植記念日）に天照大神と埴山姫を勧請し、地域の産土神として祀り「豊平神社」と敬称したものである。
諏訪神社（松向）
旧村社、祭神 ： 建御名方命・大山祗命・天照大神
771年（宝亀2年）に本殿が建立され、以来、武田氏、徳川氏代々の尊崇が厚く、朱印状によって徳川幕府より代々社領・社地の寄進があったという。1914年（大正3年）10月28日に松向字柳沢の無格社である「山神社」、字石沢の無格社である「山神社」、字上屋敷の無格社である「神明社」を合祀した。上代には社地が広漠な原野であったことから「広野社」と呼ばれており、現在でも「広野神社」の別名がある。
諏訪神社（下笹尾）
旧村社、祭神 ： 建御名方命
紀元561年に武淳川別命が諏訪明神より建御名方命を勧請して祀ったとされる。その後、源義光（新羅三郎）が社領を寄進して社殿を建立し、以後武田家の氏族が管理したという。
大滝神社
旧村社、祭神 ： 大国主命・少彦名命
崇神天皇10年に武淳川別命がこの地を巡視した際に清水が湧き出ているのを見て称賛し、自ら壇を設けて祭祀したのが始まりとされる。以来、日本武尊の東征や大伴武日命の巡視、新羅三郎義光東征の際などに参詣して種々の奉納がされたという。
篠原神社
祭神 ： 大国主命・少彦名命
豊平神社と同様に、戦後になって建立された神社である。1945年（昭和20年）9月、篠原地区に戦災の罹災者や外地からの引揚者が入植を行い、篠原地区が形成された。開拓者の団結を図り生活の拠り所とするため、1947年（昭和22年）に本殿を建てて大滝神社から分霊を勧請して「篠原神社」と敬称し、区民の産土神としたものである。
身曾岐神社
祭神 ： 天照大神・天徳知徳乍身曾岐自在神
「古神道本宮 身曾岐神社」とも呼ばれる。江戸時代末期の1840年（天保11年）に井上正鐵の唱えた教説を基礎として形成された神道の一教派、禊教の神社である。1985年（昭和60年）に上笹尾地内の現在の地に創建された。祭神の「天徳知徳乍身曾岐自在神」とは、創始者の井上正鐵のことである。
淵嶽山　高福寺
曹洞宗（白州町清泰寺末）、本尊 ： 阿弥陀如来
1529年（享禄2年）、武田氏の家臣である馬場外記を開基として、真言宗寺院の「仏谷山　幸福寺」と称したが、馬場氏滅亡後は荒廃した。その後清泰寺の笑顔宗恕大和尚により再建され、曹洞宗に改められて「淵嶽山　高福寺」と改称した。境内には煩悩と同じ数である108の小鐘が吊るされた「108のしあわせの鐘」という回廊が存在し、二年参りの際には県外からも参詣客が訪れている。
長栄山　昌久寺
曹洞宗（白州町清泰寺末）、本尊 ： 地蔵菩薩
1574年（天正2年）に小尾丹波守頼氏が甲府の愛宕山より地蔵尊を遷して本尊として、この地にあった阿弥陀屋敷に阿弥陀如来を勧請し、その後1600年（慶長5年）に徳窓玄夢庵主が開基となって阿弥陀屋敷の跡に昌久寺を開いた。
万松山　円通寺
曹洞宗（長坂町清光寺末）、本尊 ： 聖観世音菩薩
1556年（弘治2年）に笑栄氏によって開基されたが、当時は武田氏が隣国と交戦中であったため、寺は自然衰退したという。その後1581年（天正10年）に清光寺の日洲玄朔和尚によって再興され、以後連綿と現代まで続いている。
薬王山　東照寺
曹洞宗（小淵沢町円通寺末）、本尊 ： 薬師如来
天文年間に創立されたが、1596年（慶長元年）に火災によって堂宇を焼失した（本尊は無事であった）。その後17世紀後半に本堂が村民の喜捨によって再建され、円通寺から大陽阡春和尚を招いて開山とし以後現在まで続いている。
補陀山　薬王寺
曹洞宗（小淵沢町高福寺末）、本尊 ： 薬師如来
1607年（慶長12年）に智関道哲庵主により開かれ、1614年（慶長19年）に高福寺二世能室頓芸和尚を請し開山したが、本堂などを焼失したため、記録や什物を失い、1873年（明治6年）に再建した。ちなみに1983年の小淵沢町誌には本堂とみられる写真が掲載されているが、2006年の小淵沢町誌には「薬王寺（跡）」と更地になった写真が掲載されており、この約20年間の間に失われたと思われるが詳細な時期は不明である。
山梨太平寺
法華宗、本尊 ： 南無妙法蓮華経、三宝尊、四菩薩、日蓮大聖人像
初代の住職は1941年（昭和16年）日蓮宗を宗旨として甲府市の道場において布教活動を行っていたが、戦災に遭ったため、小淵沢村の生家に道場を移して修行を行っていた。1954年（昭和29年）に法華宗大阪太平寺と法縁を結んで1955年（昭和30年）に法華宗に改宗し、その後1978年（昭和53年）に法華宗山梨太平寺を建立した。

## 地域
小淵沢町は地理的には南北に長い形状をしているが、地域としてみると、町役場から最周辺である下笹尾区大下地域まで3,500m程度という、半径4km程度の同心円の中に集落が分布している。このように比較的コンパクトに集落がまとまっているため、小淵沢村と篠尾村の合併後に小中学校の統合を行ったときにも、通学距離による問題は少なくて済んだ。これらの集落は、八ヶ岳の裾野を放射状に伸びる谷戸やそれらの間の尾根、小円丘の斜面や低い土地に沿って開かれている。
小淵沢町は行政上の区分としては西地区と東地区に分けられている。しかし地域の特色で見た場合、古くから居住が行われていた南部地域と、戦後になってから居住が見られるようになった北部地域の大きく二つに分けられ、それぞれが異なった特色を有している。南北の境界は、町内を横断する中央自動車道に概ね近い。
各集落は行政区として組織されており、各行政区は町内会（自治会）と同じような機能を有し、区ごとに公民館（正確には「小淵沢町公民館○○区分館」）が設置されている。区では公民館を中心として伝統行事の執り行ないや、区内の清掃、自治的業務の決定などがなされており、町民体育大会なども行政区単位の対抗戦となるため、多くの町民にとって基礎的な生活範囲となっている。また、各行政区の多くは、その区域が更に「1号組」、「2号組」といった、数字が付された組で区分けされている。区内の清掃の当番範囲なども組で割り当てが行われることが多く、一部では旅行などの親睦活動を現在でも行っている組も存在しており、行政区内における「組」が最も基礎的な自治の単位となっている。

### 北部
- 中央自動車道以北の八ヶ岳高原地域は、戦後になって開拓が進んだ。町内の観光地の多くがこの地域に集中しており、ペンションやアウトレットモール、その他の観光施設が数多く見られる。
- そのほかにも、レインボーラインと呼ばれる道の周囲には美術館やものづくり体験施設などが多々存在する。
- 稲作の耕作限界が標高1,040mである[62]ため、最北部では水田は見られず、牧草地や防風林としてのアカマツの森が広がっている。
- 夏季は比較的冷涼で過ごしやすいものの、冬季の気候は厳しい。
- 地形が緩やかであること、開拓によって整備されたことなどから、道路網はある程度規則的に形成されている。
- 行政区としては大東豊、篠原、女取の3区が該当する。小野、篠八田、篠原、豊畑、大富、東和の6集落が存在する（標高の低い順）[62]。
  - 戦後の開拓は、水田耕作に向かず長らく入会地として利用されていた林野を切り開いて行われており、集落は林野の中に散村的形態で広がっている。

#### 北部の各集落
大東豊（大富・東和・豊畑）
- 旧小淵沢村の北部の全域にあたり、町の最北端にも位置している。
- 1945年（昭和20年）に閣議決定された「緊急開拓実施要綱」を受け、小淵沢開拓農業協同組合が設置されて開拓が始まった地区である。北部から順に東和組、豊畑組、大富組の3組の開拓者集落が存在していたが、1964年（昭和39年）にそれらが合併し行政区へと昇格した。その際にそれぞれの組の頭文字を取り「大東豊」と命名された。
- 八ヶ岳リゾートアウトレット、県立馬術競技場、スパティオ小淵沢など観光施設が多く存在している。

篠原
- 旧篠尾村北部全域にあたる。長坂町小荒間地区と接し、レインボーラインが東西を貫いている。
- 1948年（昭和23年）9月に篠原開拓農業共同組合が設置されたが、篠原区はその前年の1947年（昭和22年）3月にすでに上笹尾区から独立し、行政区となっていた。その点が開拓者集落が戦後20年近くたってから合併独立した大東豊とは異なる。
- 大東豊は温泉や馬術といった体験型施設が多いが、篠原には様々な絵本を集めたえほん村や、東君平の作品を集めたくんぺい童話館、アウシュビッツの獄中で制作された作品等を展示したフィリア美術館など、文化的な施設が多く存在する。

女取（小野・篠八田）
- 篠原の南東側に位置し、女取湧水を源流とする女取川によって長坂町大井ヶ森地区と接している。標高的には尾根区とほぼ同じであり、気候的にも大東豊区や篠原区に比べると穏やかといえる。
- かつて1948年（昭和23年）に篠八田開拓農業協同組合が設置されたが、その前年の1947年（昭和22年）に篠八田組と小野組の開拓者集落が生まれた。その2組の集落が1966年（昭和41年）に合併・独立して誕生した。
- 面積的にそれほど大きくないため、「篠原・女取」として一括りで扱われることもある。篠八田集落と小野集落のそれぞれに集会施設が存在する。

### 南部
- 中央自動車道以南の地域は甲州街道原路や中央本線など、古くから交通が発達しており、人口の大半が集中している。
- 住居と田畑とが合わさって広がっており、第二次産業の企業の点在がみられる。また、北部に比べ八ヶ岳颪が和らぎ気候的にすごしやすいため、定年退職を迎えた者などの新たな居住が見られる。
- 「久保（窪）」と付く地名が多いことから分かるように、地形の起伏に富んでいる。そのため北部とは異なり、道路網は地形に合わせた自然発生的（不規則）な形態となっている。
- 行政区としては大東豊、篠原、女取を除く10区が該当する。大下、不動、尾田輪、本村、日向、根造、新井、大久保、西村、船久保、協心、下久保、原村、神田、島屋敷、宮久保、滝ノ前、小淵、上久保、本町、岩窪、尾根の22集落が存在する（標高の低い順）[62]。
  - 標高900m付近の一帯が八ヶ岳の湧水の水源地となっており、集落の多くはこれらの湧水地帯に農村の形態で広がっている。

#### 南部の各集落
岩窪
- 町の西端に位置し、甲六川で長野県諏訪郡富士見町と県境を接している。
- 1889年（明治22年）に小淵沢村に行政区が発足した当時から存在している区である。
- 地区のほぼ中央に「石宮神社」とも呼ばれる諏訪神社が鎮座している。境内には無数の大岩（学術的には古八ヶ岳期の原谷戸溶岩の小露頭）が存在し、諏訪神社周辺の小字が「岩窪」や「岩久保前」であることから、一説にはこれらの大岩が「岩窪」の由来になったともいわれる。

久保（上久保・下久保）
- 岩窪の東側に隣接している。
- 1874年（明治7年）に岩窪から分離した上久保区と、高野から分離した下久保区が2003年（平成15年）1月に公民館の建替えを機に合併して成立した。およそ90年ぶりに再び一つの久保区となったが、かつては何度も合併と分離を繰り返していた。

高野（大久保・西村・船久保）
- 町の南部にあり、久保区の下久保地域と隣接している。船久保、西村などの集落があり、それぞれの集落には集会施設も存在する。旧小淵沢村では最も南に位置する（即ち最も標高が低い）が、高野という名である。これは中世に新開墾地を意味した地名の「荒野」に由来しているからだとされ、後世に「荒」の時が凶作を連想することから避け高野と改めた。
- 1889年（明治22年）の行政区発足当時から存在している区の一つである。
- 1876年（明治9年）の信州往還の新道（現在の高野通り）開設によって警察署や学校、商店街が形成され、一躍市街中心部となった。しかし1904年（明治37年）の中央本線開通以降、再び静寂が戻った。しかし現在でも、高野通りの沿道には家屋が密に並び、わずかではあるものの街道の宿場町として栄えた当時の面影を残している。1874年（明治7年）に下久保が分離した。

岩窪・久保・高野の3区は、小淵沢ICのそばから深い谷を形成している西沢川の右岸（西岸）に位置している（ただし高野区は左岸にも集落がある）。この西沢川の左岸（東岸）から旧篠尾村との村界にあたる深沢川に至るまでの町のほぼ中心地に位置し、人口や市街地規模の面でも町の中心地区となっているのが、尾根、小淵、本町、宮久保の4集落である。
尾根
- 中央本線のほぼ北側に位置し、小淵沢駅にも近いため人口も多い地区である。
- 1889年（明治22年）の行政区発足当時から存在しており、近世には甲州街道原路の口留番所が設けられていた。1876年（明治9年）に信州往還（甲州街道原路）の新道が高野区に開設されたため、高野区に中心部としての地位を譲り渡した。しかし1904年（明治37年）の中央本線小淵沢駅開設により、中心地としての地位を再び取り戻した。
- 「尾根」の由来は、八ヶ岳山麓の浸食谷に臨む根山湧水の南西尾根に位置することから名づけられたとされる。
- 地形の起伏は比較的激しく、かつては農耕作業を完全に人手で行わなければならない程であった。そのため、山梨県内で初となる、急傾斜地域における圃場整備事業が行われた。圃場整備による土地改良区の一部は、現在では花パークフィオーレ小淵沢として利用されている。

小淵
- 尾根と久保の間に位置し、本町・尾根より市街地が一続きになっている。
- 1957年（昭和32年）に尾根区の一部が独立して誕生した。かつての小淵沢村の村役場所在地であった。
- 小淵沢町総合グランド（旧小淵沢西小学校）や自動車教習所、帝京第三高等学校などがある。区内には町名の由来となった小淵池がある。

本町
- 小淵沢駅・駅前商店街・町役場を有し、小淵沢町の最中心地となっている。
- 1917年（大正6年）2月に尾根区の一部と宮久保区の一部が合併独立して誕生した。
- 現在では家屋が立ち並ぶ当区も、中央本線開通以前は尾根・宮久保両区の端部に位置する原野であった。

宮久保
- 本町や小淵から少し南に離れて集落が立地している。町域のほぼ中央に位置し、東に「マムシ谷」との異名を持つ深沢川が流れ、上笹尾区と接している。
- 1889年（明治22年）の行政区発足当時から存在している区である。
- 当初は尾根区内に位置している大宮神社の南に位置し、その後現在の位置に移ったとされ、宮久保の名は氏神である大宮神社に由来する。小淵沢町郷土資料館や、小淵沢町中央公民館・小淵沢町立図書館の機能を有する「生涯学習センター」（旧称「小淵沢町福祉活動センター」、改築前は「小淵沢町文化会館」）が存在している。

上笹尾（新井・協心・島屋敷・滝ノ前・根造・日向）
- 名水百選にも選定されている大滝湧水によって、古くから耕作が行われていた。
- 大滝神社周辺の小字である「花表田（かひょうだ）」は、元々「鳥井田（とりいだ）」と呼ばれていたが、「鳥井」を「鳥居」から「華表（花表）」と表したことで、いつからか「かひょうだ」と呼ばれるようになった。
- 上笹尾は小淵沢駅にも近く、主要地方道17号線（七里岩ライン）・県道608号線（大滝湧水通り）の2つの県道が走り、長坂町方面や大泉村方面への交通の便も良いため、住宅建設などで人口が増加している。旧篠尾村の中心地であり、小淵沢町東グラウンド（旧小淵沢東小学校）、篠尾郵便局などがある。

下笹尾（大下・不動・尾田輪）
- 下笹尾は上笹尾区の南にあり、小淵沢町の南端にも位置している。
- 上笹尾に比べると規模は小さく、閑静な農村が広がっている。上笹尾に比べると人口規模が少ないため、町による住宅団地（城山団地）の造成が行われた。
- かつて戦国時代にこの地に篠尾砦が築かれ、武田氏の甲斐国統一、信濃攻略の拠点となった。「城山（じょうやま）」という地名が残り、砦跡は「城山公園」として整備されている。

松向（本村・原村・神田）
- 小淵沢町の東端に位置し、区のほぼ中央を東西に七里岩ラインが貫いている。
- 区内に3つある地区のうち、本村地区は七里岩ラインの南側に位置し、地形の起伏が大きく森林が広がっているのに対し、残りの2地区は比較的地形が緩やかで、田畑が広がっている。区内神田地区の名は「新田」に由来し、松向堰などの開削によって新たに田が切り開かれたことからこう名付けられたといわれる。
- 「神田の大糸桜」は桜の古木として有名であり、山梨県天然記念物に指定されている。春には中央本線の車窓からもその咲く姿を見ることができる。

### 各地の小字
小淵沢町においては小字は住所の表示には用いられず、口頭で使用されるか、不動産登記の登記簿や土地建物取引に関する契約書などの公的な文書でしか使われていない。しかし使用頻度は低いものの、慶長年間の検地帳から見られる小字や、「島屋敷」や「鍛冶屋原」のように、かつて戦国時代にそこがどのような場所であったかを表した小字などもあり、それぞれの地域の特色や歴史を永く受け継いでいるものである。下記の小字の表記・読み方は、1980年当時におけるデータである。
大字 小淵沢（小字数83）
- 上平井出（かみひらいで）、権現原（ごんげんばら）、下平井出（しもひらいで）、藤田窪（とうだくぼ）、古番屋（ふるばんや）、雁羽沢（かりはざわ）、芦原（あしはら）、原東沢（はらひがしざわ）、上庄（じょうしょう）、向尾根（むこうおね）、西上庄（にしじょうしょう）、下根山（しもねやま）、上根山（かみねやま）、入道森（にゅうどうもり）、後田（うしろだ）、天神森（てんじんもり）、尾根（おね）、淵平（ふちだいら）、小森（こもり）、大六天（だいろくてん）、疣石（いぼいし）、上阿原（かみあはら）、井詰原（いずめはら）、中原（なかはら）、上井出沢（かみいでさわ）、下井出沢（しもいでさわ）、天神宮（てんじんみや）、竹原（たけはら）、向岩窪（むこういわくぼ）、沢の田（さわのた）、宗高（むねたか）、下井詰（しもいずめ）、上井詰（かみいずめ）、上の原（うえのはら）、出口（でぐち）、上長谷沢（かみながやさわ）、下前後沢（しもぜんごさわ）、上前後沢（かみでんごさわ※）、三才（さんざい）、石宮（いしみや）、岩久保前（いわくぼまえ）、岩窪（いわくぼ）、西久保（にしくぼ）、下長谷沢（しもながやさわ）、松木坂（まつきざか）、下原（しもはら）、上宮原（かみみやはら）、下宮原（しもみやはら）、石上り（いしあがり）、上久保（かみくぼ）、下久保（しもくぼ）、加室（かむろ）、東久保（ひがしくぼ）、西沢（にしざわ）、船久保（ふなくぼ）、殿平（とのだいら）、中の坪（なかのつぼ）、西天神（にしてんじん）、上大久保（かみおおくぼ）、天神前（てんじんまえ）、宮の前（みやのまえ）、河戸尻（かわとじり）、横大道（よこだいどう）、上深沢（かみふかさわ）、上八里田（かみはりだ）、家の前（いえのまえ）、本田（ほんだ）、西屋敷（にしやしき）、大久保（おおくぼ）、前窪（まえくぼ）、西村（にしむら）、下西窪（しもにしくぼ）、西加室坂（にしかむろざか）、道向（どうこう）、松木平（まつきだいら）、上加倉（かみかくら）、鯛沢（たいざわ）、下八里田（しもはりだ）、下深沢（しもふかさわ）、中尾（なかお）、河倉（かわくら）、山の上（やまのうえ）、棒道下（ぼうみちした）。

※出典における原文のまま。
大字 上笹尾（小字数80）
- 堀込（ほりごめ）、石沢（いしざわ）、西堀込（にしほりごめ）、横吹（よこぶき）、東田（とうだ）、御所屋敷（ごしょやしき）、鼠尾（ねぞう）、道田（どうだ）、下川（しもかわ）、御崎（みさき）、中之坪（なかのつぼ）、日向（ひなた）、雪車（そり）、東小林（ひがしこばやし）、西小林（にしこばやし）、大井出（おおいで）、源氏籠（げんじろう）、後田（うしろだ）、中村（なかむら）、米窪（よねくぼ）、始整（しせい）、八反歩（はったんぶ）、荒井小森（あらいこもり）、天白（てんぱく）、寺田（てらだ）、御側（おつそば）、上駒場（かみこまば）、下駒場（しもこまば）、高原（たかはら）、石田森（いしだもり）、平淵（ひらぶち）、東三蔵主（ひがしさんぞうす）、西三蔵主（にしさんぞうす）、穴之沢（あなのさわ）、川田（かわだ）、島屋敷（しまやしき）、鼻之上（はなのうえ）、谷戸之窪（やとのくぼ）、滝沢（たきざわ）、長尾根（ながおね）、堀合（ほりあい）、上福間田（かみふくまだ）、下福間田（しもふくまだ）、尾崎（おざき）、丸山（まるやま）、山毛之窪（ぶなのくぼ）、西原（にしはら）、腰巻（こしまき）、大久保（おおくぼ）、夏秋（なつあき）、西之窪（にしのくぼ）、前畑（まえはた）、芦原（あしはら）、花表田（かひょうだ）、石原田（いしはらだ）、滝之前（たきのまえ）、茶屋之窪（ちゃやのくぼ）、若林（わかばやし）、滝山（たきやま）、東滝山（ひがしたきやま）、大林（おおばやし）、安森（やすもり）、壱里山（いちりやま）、竹阿原（たけあはら）、細久保（ほそくぼ）、古関野（こせきの）、二俣（ふたまた）、西城仙（にしじょうせん）、東城仙（ひがしじょうせん）、大阿原（おおあはら）、小野（おの）、篠原（しのはら）、松原（まつばら）、大豆森（だいずもり）、戌亥原（いぬいばら）、平井出（ひらいで）、上深沢（かみふかさわ）、中深沢（なかふかさわ）、下深沢（しもふかさわ）、野根（のね）。

大字 下笹尾（小字数26）
- 石沢（いしざわ）、大芦（おおあし）、江戸山（えどやま）、横吹（よこぶき）、宮の前（みやのまえ）、田頭（たがしら）、加倉（かくら）、滝の脇（たきのわき）、天狗岩（てんぐいわ）、元栗（もとぐり）、宇津保木（うつぼぎ）、蟹沢（かにさわ）、耕地久保（こうちくぼ）、鳥橋（とりはし）、坂の上（さかのうえ）、蔵屋敷（くらやしき）、前田（まえだ）、深田（ふかだ）、堀の内（ほりのうち）、鍛冶屋原（かじやはら）、植木林（うえきばやし）、頭佐沢（ずさざわ）、松ヶ久保（まつがくぼ）、岩下（いわした）、鳩谷（はとや）、上河原（かみかわはら）。

大字 松向（小字数32）
- 西之久保（にしのくぼ）、堀込（ほりごめ）、後越（うしろごし）、上屋敷（かみやしき）、深町（ふかまち）、川田（かわだ）、中田（なかた）、花の木（はなのき）、飯森前（いいもりまえ）、高山（たかやま）、鶏鳳（けいほう）、宝りヶ森（ほうりがもり）、飯森（いいもり）、横山（よこやま）、杉の木平（すぎのきだいら）、毘沙面（びしゃめん）、池田（いけだ）、土樋（つちどい）、石沢（いしざわ）、新井松向（あらいしょうこう）、水草（みずくさ）、胡桃之久保（くるみのくぼ）、入の平（いりのだいら）、柳沢（やなぎさわ）、神田尻（しんでんじり）、広面（ひろめん）、村の内（むらのうち）、神田（しんでん）、深沢（ふかさわ）、不法平（ふのりだいら）、踏抜平（ふみぬきだいら）、池の平（いけのだいら）。

## 行政

### 歴代町長
小淵沢町では誕生から北杜市との合併による消滅までの間に、9名・のべ15代の町長が歴任した。
| 代           | 氏名     | 任期                                                          | 退任理由       |
| ------------ | -------- | ------------------------------------------------------------- | -------------- |
| 1            | 花輪定司 | 1954年（昭和29年）4月23日 - 1958年（昭和33年）4月22日         | 任期満了       |
| 2            | 宮沢一郎 | 1958年（昭和33年）4月23日 - 1959年（昭和34年）1月29日         | 任期中逝去     |
| 3            | 進藤誉造 | 1959年（昭和34年）3月15日 - 1963年（昭和38年）3月14日         | 任期満了       |
| 4・5         | 進藤武夫 | 1963年（昭和38年）3月15日 - 1971年（昭和46年）3月14日（通算） | 任期満了       |
| 6            | 中山捷夫 | 1971年（昭和46年）3月15日 - 1972年（昭和47年）12月16日        | 任期中逝去     |
| 7            | 小林茂良 | 1973年（昭和48年）1月28日 - 1977年（昭和52年）1月27日         | 任期満了       |
| 8・9・10・11 | 坂本文雄 | 1977年（昭和52年）1月28日 - 1993年（平成5年）1月27日（通算）  | 任期満了       |
| 12・13・14   | 鈴木隆一 | 1993年（平成5年）1月28日 - 2005年（平成17年）1月27日（通算）  | 任期満了       |
| 15           | 中山賢一 | 2005年（平成17年）1月28日 - 2006年（平成18年）3月14日         | 合併により失職 |

### 町役場

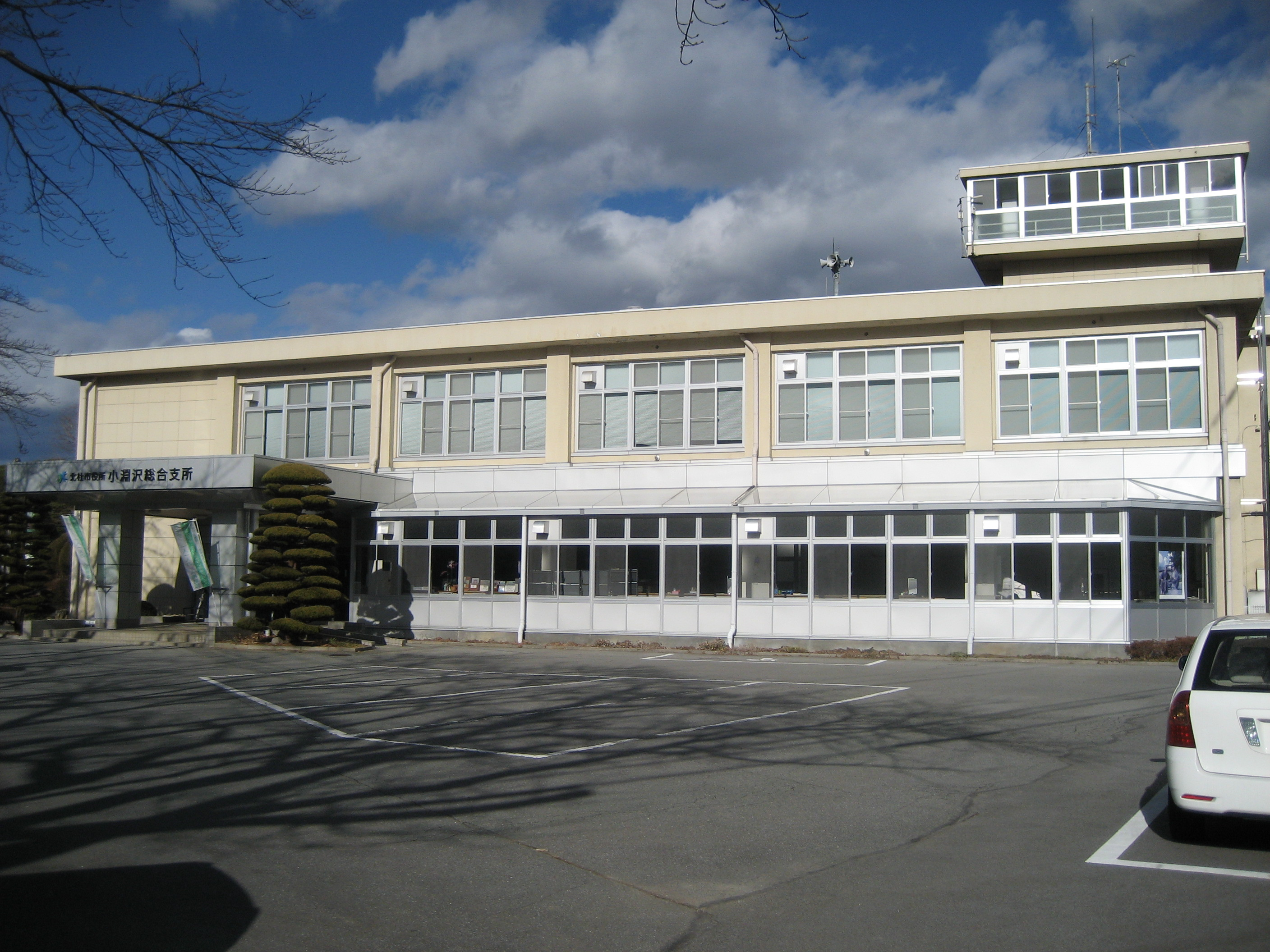
北杜市役所小淵沢総合支所庁舎（旧小淵沢町役場、2011年撮影）

小淵沢町役場は旧小淵沢村・篠尾村の中間点に近い小淵沢駅のそばに建設され、北杜市との合併後も小淵沢総合支所として利用されていた。しかし2015年（平成27年）3月23日より小淵沢総合支所が「生涯学習センターこぶちさわ」（小淵沢町7711番地）内に移転し、それに伴い旧役場施設は解体されて市営駐車場（小淵沢第3駐車場）が跡地に整備され、2016年（平成28年）4月1日より供用を開始している。

### 町政
ISO14001取得
環境意識の高まりなどを受け、2000年（平成12年）に取得した。
「緑風おこるまちづくり」計画
バブル崩壊以降の経済低迷を受け、観光客にもまちの人々にも魅力あるまちづくりが求められたため、「緑園高原の町」を将来像として策定された。7箇所の公園の整備とそれらのネットワークによる結合、新旧住民の交流の場の整備、都市と農村の交流の場の整備などが柱。ただし一部の実現したものを除いて、計画の多くは合併によってすでに過去のものとなっている。
こぶちさわアグリルネッサンス特区
「遊休農地の市民的利活用や、都市農村共生・対流の積極的展開を図り、本町農業農村の再生（アグリルネッサンス）を実現する」ために、「農地貸し付け方式による株式会社等の農業経営への参入の容認・市民農園の開設者の範囲の拡大」を行う構造改革特別区域の申請を行い、2003年11月の第3回認定において認定を受けた。
山梨県建築基準法施行条例
小淵沢町では無秩序な建物の建築を防ぐために、「小淵沢町土地開発事業及び建築物並びに景観形成の適正化に関する指導要綱」によって指導を行っていたが、法的強制力がなく、指導に従わないケースが見受けられた。そのため山梨県との協議により、1995年（平成7年）10月1日より町内の自然公園地域を除く全域が、建築基準法第6条第1項第4号に基づく「知事の指定する地域」となり、建物の新築や一定規模以上の増改築などに際して建築確認が義務付けられている。また町内の指定区域は3つに分類され、それぞれ建蔽率・容積率・高さに関しての規制が行われている。この規制は北杜市にも継承されており、町域のほぼ全てが指定されているのは北杜市内で唯一である。
小淵沢町サイン計画
小淵沢町は観光業が盛んな町であるものの、景観保全、その中でも特に看板の設置に関しての規制が遅れており、景観を損ねる原色調の看板や、メンテナンスされずに朽ち果てた看板などが乱立していた。景観保護や交通安全の観点による不要看板の撤去は行われていたが、それを一歩推し進めた形で町主導による「小淵沢町サイン計画」が1997年に2ヶ年計画で立案され、高原観光地にふさわしい統一的サイン（標識）の設置や民間設置看板類の規制の準備などが進められていた。
2ヵ年計画による検討をもとに、公共の案内標識に関しては小淵沢町サイン計画に準拠したものが2000年より駅前などの町内モデル地区から順に各地に設置されたものの、民間設置看板類の規制に関しては北杜市との合併によって事実上立ち消えとなってしまっており、町内には景観に配慮されていない看板類が今でも多く見受けられる。
小淵沢テーブル
町長および役場幹部職員が各地区や商工会、ペンション振興会などの町民団体に直接出向き、その時々の課題について住民と直接対話を行うタウンミーティングの仕組みである。1977年（昭和52年）から1992年（平成4年）まで存在した「移動役場」をその先駆けとし、1993年（平成5年）から2003年（平成15年）まで計158回開催されて町民と町政とを直接結ぶ機能を果たした。
集会の場では町側からの課題提案だけでなく、各地区の懸案を陳情して改善を求めることもあった。取り上げられた内容の例としては、町の長期総合計画、サイン計画、介護保険、ごみの分別、生涯学習のまちづくり、福祉計画、駅前商店街の活性化などがある。

#### 入札制度改革
小淵沢町では町発注の競争入札に対して以下の取り組みを行うことで、コスト削減による財政負担の軽減や公共工事に絡む不正の発生を防止することを目指した。
入札は1回限りとする
従来は最大で3回の入札を行い、それでも落札されない場合は3回目の入札において最低の価格を提示した業者と協議の上で価格を決定する方式が取られていたが、それを1回のみとし、不調の場合は業者を全て入れ替え再度入札を行う方式に改めた。
最低制限価格の撤廃
多くの自治体では粗雑工事などを防止するために最低制限価格が定められ、それ以下の価格での応札は失格とされる制度となっているが、それを撤廃した。ただし極端に低い金額に対しては審査を行うこととした。
予定価格の非公開
落札価格の上限となる予定価格を知ろうとする業者と役所との癒着が問題となり、これを公表することで癒着の防止を試みる自治体が増えたが、小淵沢町では逆に「業者の見積に対する意識の低下を招く」としてこれを非公開とした。
また、談合等の防止のためには以下の取り組みを行った。
現場説明会の同時開催
それぞれの工事に対して1件ずつ現場説明会を行っていたが、誰が指名業者として参加するのかが分かってしまうため、複数の工事の参加業者を一堂に集めて複数の現場の説明会を同じ会場で行う方式に改めた。
時差指名の実施
当初指名した業者の他に、入札までの間に時期をずらして他の業者を指名するようにすることで、誰が参加するかの把握を難しくした。
入札手続を2回に分け、最後に全ての入札書を同時に開封する
入札時に業者を2グループに分けてそれぞれ別に入札書を提出してもらい、2回目の提出の後に1回目のグループも含めた全業者を集め、そこで全ての入札書を開封して落札業者を決めるという方式を採用した。
これらの取り組みにより落札金額も低下し、1993年（平成5年）から2003年（平成15年）までの10年間で約23億円の入札差金（剰余金）が生じた。これらの取り組みは全国の自治体から注目を集め、当時は入札制度以外の視察も含めて2,000名近くの視察者があったといわれる。

### 町財政
小淵沢町は高度経済成長期においては典型的な地方農村であり、他の地方農村と同様に過疎化にも悩まされていた。町財政も豊かとは言えず、例えば町道の舗装が本格化したのは、1971年（昭和46年）に過疎地域に指定され、過疎債の起債が可能になってからのことである。しかし高度経済成長が一段落し、中央自動車道が開通したことによって「首都圏から日帰り・短期滞在で訪れることが出来る余暇スポット」という立地条件に恵まれたため、昭和50年代中頃から高原観光地として観光産業の発展が著しくなった。
それに伴い過疎地域の指定も解除され、1990年代に入ってからは上記の入札制度改革が行われたこともあり町財政の健全化が進んだ。2003年（平成15年）における財政力指数（3ヵ年平均）は0.559と、北巨摩郡下においては双葉町と同率でトップの数値を示した。ちなみに財政力指数は、0.5が自治体の自立の目安とされる。
参考までに比較対象として、その当時（2003年）の北巨摩郡下他町村の財政力指数を以下に示す。
| 小淵沢町 | 双葉町 | 明野村 | 須玉町 | 高根町 | 長坂町 | 大泉村 | 白州町 | 武川村 |
| -------- | ------ | ------ | ------ | ------ | ------ | ------ | ------ | ------ |
| 0.559    | 0.559  | 0.227  | 0.319  | 0.348  | 0.379  | 0.507  | 0.386  | 0.265  |

### 平成の大合併への対応
平成の大合併により北杜市が成立し、北巨摩郡は消滅した。しかし、北巨摩郡の中でも縁の部分にあり、長野県との境に位置する小淵沢町では、大規模合併により弊害が生じることが予想されたため、市町村合併について町を二分する議論がある。合併に至るまでのいきさつは以下の通り。
合併問題に関する住民へのアンケートを実施（2002年1月）
- 2004年8月31日に北杜市が成立するまで、山梨県北巨摩郡には9つの町村があり、そのうちの八ヶ岳南麓に位置する小淵沢町と長坂町・高根町・大泉村の4ヶ町村は「4ヶ町村組合」を設置し、広域的な結びつきがあった。山梨県の進学校の一つである甲陵高等学校は、4ヶ町村組合によって設立された学校である。
- 山梨県内で市町村合併に向けた活動が活発化したことから、町は2001年12月28日から2002年1月21日までを期間として、市町村合併に関する住民アンケートを実施した。
- アンケートの結果、「特例法の期限に縛られるべきではない。しかし将来的には合併すべきである」という意見が33.7%と最多数を占めた。また、合併の枠組みに対する考え方も以下の通りとなった。
  - 「八ヶ岳南麓4ヶ町村」21.7%
  - 「小淵沢町・長坂町」8%
  - 「4ヶ町村に白州町を加えたもの」6.6%

- アンケートから得られた住民の希望は、「現在ではなく、『将来的に』合併を行う必要がある。その際の枠組みは『八ヶ岳南麓4ヶ町村』が望ましい」ということであった。

アンケート結果を踏まえ峡北地域合併協議会への参加を見合わせ（2002年3月）
- 合併に関する熱の高まりを受け、北巨摩郡の他町村においても合併への考えを明白にして、地域における発言権を得るための活動が活発化していた。峡北地域唯一の「市」であった韮崎市に隣接していた明野村及び武川村では、韮崎市との合併を行うかについてアンケートや住民投票が行われたが、その結果、両村とも韮崎市への編入合併ではなく、「北巨摩郡8町村（双葉町を除いた北巨摩郡に属する、明野村・須玉町・大泉村・高根町・長坂町・小淵沢町・白州町・武川村）」による新市設立が希望されるなど、市町村合併そのものが行われることは確実な情勢であった。
- その結果、2001年10月3日、峡北地域の各町村議会の代表により合併の協議をおこなうための8町村議会合併委員会が設立された。この委員会は竜王町、敷島町との合併枠組みに参加した双葉町を除いた北巨摩郡8ヶ町村に加え、韮崎市に対しても参加を打診するなど、大規模な合併（峡北市構想）を視野に入れていた。翌2002年3月12日、合併委員会は任意合併協議会の設置について合意したが、小淵沢町は合併の構想と住民アンケートとの方向性が異なったため、その時点での参加は見合わせた。3月15日には、韮崎市も協議会への参加を見合わせた。

住民サービス維持のため町単独として存立することを決定（2002年9月）
- 合併委員会が合併協議会の設置について合意する前日である2002年3月11日、小淵沢町は峡北地域合併協議会の枠組みとは別に、町村組合を形成していた3町村（長坂町、大泉村、高根町）に合併申し入れを行ったが、7ヶ町村での合併が協議されているとの理由で拒否の回答が得られた。また、その後2002年7月1日、白州町に対しても合併の申し入れを行った。これは、現白州町の成立にかかわった「鳳来村」との間に昭和の大合併期に一度合併の話が持ち上がったということや、4ヶ町村とは別に交流を進めていたこと、さらに地理的な境遇が類似していたからであるが、合併協議会が成立しているという理由で拒否との回答が得られた。
- その結果、町として取り得る選択は「合併協議会に参加し、7町村と合併する」又は「単独で存立する」のどちらかであった。その選択肢について町の合併検討委員会が検討を行ったところ、以下のような意見が出された。
  - 「小淵沢を合わせた8ヶ町村の枠組みは規模が過大なため、地理的に端となる当町では住民へのサービスが低下するおそれがある」
  - 「地域の特色が喪失してしまう」
  - 「地域の一体感が保てなくなる」などリスクが高い

- また、町と住民とで意見交換会を行ったが、8ヶ町村大型合併を支持する意見が皆無であった。そこで、2002年9月30日、小淵沢町は峡北地域合併協議会には参加せずに単独存立を行う旨を表明し、「参加の保留」としていた峡北地域合併協議会から離脱した。その1年ほど後の2003年10月10日、峡北地域合併協議会は合併調印式を行い「北杜市」となることを決定した。

合併特例法期限内の合併を求める動きが再燃（2004年6月）
- 小淵沢町は単独での存続のために財務状況の改善などの取組を行っていったが、合併協議会の離脱から1年9ヶ月も経過した2004年6月上旬、突如として合併推進運動が始まった。その年の11月1日には北杜市の成立が、また、翌2005年3月31日には合併特例法の期限が控えていた。合併推進運動には、単独存立を行う決議に参加した町議会の議員も参加しており、単独存立派からは、「合併特例債目当ての拙速な議論」との非難が起こり、住民の世論は二分した。
- 2004年7月5日合併推進派より、合併特例法の期限が到来する前に町としての方針を決めるべく臨時議会の開催が求められたことに伴い、町議会が開催され、住民投票条例案が提出された。この条例は、町が合併に対する今までの方針を転換する可能性がある以上、その方針が二転三転しない事を確として北杜市に知らせる目的に加え、地方議会の決議を尊重し間接民主制の尊厳を守るため、合併賛成・反対のどちらかが投票数で上回っても、投票率が有権者の過半数である5割を超えない場合には、「住民の総意」としては認められないとして、町政上尊重する必要はないという規定が盛り込まれていた。
- そのため、合併推進派からは「この条例は民主主義に反していて認められない」などの非難が巻き起こったが、条例に基づき2004年8月22日、合併の是非に関する住民投票が行われることとなった。
- 開票の結果、投票数は賛成派が上回った。しかし投票率が5割に満たなかったため、規定に従い尊重されないこととなった。しかし町内には「民意は合併賛成」という空気が支配的となり、また「条例は認められない」との非難も急速に下火になり、にわかに合併推進という動きが見られ始めた。

方針を転換し北杜市との合併を決定（2004年12月）
- 住民投票から4ヶ月後の2004年12月、町長の任期満了を控え、町長選が行われることとなった。町長選をもって住民投票から続く混乱の終結を図ることが求められた。しかし、単独存続派の現職の町長は、多選しないことを公約にしていたため町長選に出馬せず、また後継候補も立たなかったので、合併賛成派の候補者が無投票当選をした。
- 当選した推進派町長は、合併特例法期限内の合併を目指す意向を表明した。その後、2004年12月8日には、町議会は「北杜市との合併協議会を早期に設置することに関する決議案」を可決した。この議決は、単独存立を唱えていた議員の「鞍替え」によって、合併賛成派が多数となったため可決された。
- 合併特例法の期限が迫る2005年2月10日、決議に基づき北杜市との法定合併協議会を立ち上げ、小淵沢町を北杜市に編入することが決定された。議決から2ヶ月あまりで行われたため、合併賛成派（期限内合併反対派）からも批判が生じた。2005年3月、反対派は「町長選において民意の反映されない形である無投票当選により選出された町長と、町議会選挙を経ずに政策を鞍替えした議員が、地方自治体の法人格の喪失につながる決議をすることは住民にとって好ましくない」として、直接請求を行って住民投票条例の制定を求めたが、町議会は提出された住民投票条例案を否決した。
- 2005年3月25日、小淵沢町と北杜市の合併協定調印式が執り行われ、その日のうちに合併関連議案が両市町議会で可決された。その後7月6日には山梨県議会で可決され、7月29日には総務大臣が官報に告示し、もって両市町の合併が正式に決定した。

### 姉妹都市・提携都市

#### 海外
- マディソン郡（米国 ケンタッキー州）
  - 1990年10月19日提携。八ヶ岳4ヶ町村（小淵沢町、長坂町、大泉村、高根町）合同による姉妹地域提携[88]。
- マンチャーノ市（イタリア）
  - 2003年10月30日提携。町内にあるリゾナーレ小淵沢やアルソア本社の設計者がイタリア人のマリオ・ベリーニであったこと、リゾナーレ小淵沢がマンチャーノ市にある温泉施設と業務提携を行っていたことなどから紹介を受け、友好交流協定が締結された[88]。

## 教育
- 小淵沢町立小淵沢小学校
- 小淵沢町立小淵沢中学校
- 私立帝京第三高等学校
- 帝京学園短期大学
- 日本アーツオブビューティ専門学校

## 社会基盤

### 電気・水道・ガス
電気
小淵沢町は山梨県内の他の市町村と同じく、東京電力山梨支店の供給エリアである。停電などの非常の際には東京電力韮崎営業センターが対応を担当する。東京電力の供給エリアであるため、商用電源周波数は50Hzとなっている。隣接する長野県富士見町は中部電力の60Hz地域となるため、電源周波数の境界の町でもある。
上水道
小淵沢町は豊富な湧水に恵まれており、古くはそれらの湧水を堰を用いて配水していたが、明治期以降は衛生上の観点から生活用水の確保は井戸に依っていた。戦後になり簡易水道も敷設されたが、小淵沢町は豊富な地下水に恵まれていたため、簡易水道は井戸を掘っても水が出ない大東豊区・篠原区などの戦後開拓地区から敷設され、その後伏流水を利用した尾根区、大滝湧水を利用した上笹尾区などへの敷設が行われた。1969年（昭和44年）にそれらの簡易水道を吸収する形で町営水道による上水道敷設計画が持ち上がり、1971年（昭和46年）に西地区（旧小淵沢村）、1980年（昭和55年）に東地区（旧篠尾村）が簡易水道から上水道へと完全移行した。町北部、大東豊区の「揉合神社」には、西地区への上水道敷設を記念した石碑が建立されている。しかしながら町営水道は地下水に水源を依存しており、人口の増加と開発の進展による水不足が強く懸念されたため、「峡北地域広域水道用水供給事業」による大門ダムの完成以降、当ダムより上水道の供給を受けている。
ガス
小淵沢町には都市ガス設備はなく、ガスに関してはすべてボンベによるプロパンガスの供給が行われている。

### 衛生
ごみ処理
小淵沢町ではかつてはごみの自由投棄場が設定され、誰でも自由にごみを捨てることができた。しかし近隣町村からの不正な投棄が相次ぎ、また悪臭などの問題もあったため自由投棄場を閉鎖することにし、1972年（昭和47年）に韮崎市外10町村環境衛生組合に加入して、ごみは韮崎市龍岡町にある「峡北広域環境衛生センター（エコパークたつおか）」にて処理するように改めた。韮崎市外10町村環境衛生組合はその後、1982年（昭和57年）に峡北広域市町村圏協議会、韮崎市外5町村衛生組合、峡北地区消防組合、韮崎市外9町村隔離病舎組合を統合する形で峡北広域行政事務組合に改組され現在に至っている。
下水道
小淵沢町に下水道が本格的に整備され始めたのは平成に入ってからであり、それまでは浄化槽やバキュームカーによるし尿処理が行われていた。かつては家の庭先にコンクリート製の円形の溜池のようなものが設置され、そこでいったん台所などからの生活排水を溜めて不純物を沈殿させた上で、上澄みの廃水をポンプによって河川に放流するという光景も見受けられた。
し尿処理に関しては長坂町・白州町・大泉村・高根町の周辺4町村と5ヶ町村事務組合（北部衛生組合）を結成したものの、肝心の処理場の建設地を巡って紛糾し、平成に入るまでこう着状態が続いていた。しかし平成に入り、長坂町中丸地区の大深沢川のほとりにあった民間の処理場において不法投棄問題が明るみに出たため、北部衛生組合がこれを買収し、そこに「北部ふるさと公苑」と呼ばれる公設のし尿処理場を建設して処理を行うことになった。北杜市となった現在でも、町内の下水道が未整備な住宅からの汚水や、浄化槽の清掃時に排出される汚泥の処理を行っている。
1988年（昭和63年）に下水道に関する整備計画がまとめられ、町内を4つの処理区に分けて下水道整備を行うことが決定され、人口の多い中部処理区から着工された。各処理区の内訳は以下の通りである。
- 中部処理区 ： 本町区・尾根区・宮久保区・高野区・小淵区
- 東部処理区 ： 上笹尾区・下笹尾区・松向区・女取区の一部
- 北部処理区 ： 大東豊区・篠原区・女取区
- 西部処理区 ： 岩窪区・久保区

2005年（平成17年）には処理区の再編が行われ、北部処理区が中部と東部に分割され、中部・東部に取り込めない地域は北杜市長坂町小荒間処理区への編入計画が進められている。
小淵沢町は南北に傾斜した町であるため、自然流下による下水処理が期待できる。そのため下水処理場は西部・中部・東部の各処理区の南端、七里岩の断崖に近い場所に建設されている。

### 通信・放送
電話
小淵沢町の;電話網はNTT東日本山梨支店が管理しており、韮崎MA（市外局番0551）のエリアである。町内小淵地区には、NTTの電話交換センターが設置されている。
小淵沢町は農村集団自動電話制度の適用地域の第一号である。これは旧篠尾村において電話の普及が遅れていたことから、当時の郵政省に対して働きかけを行い、1964年（昭和39年）の法案成立直後に第一号の実施地域として決定をみたものである。これらの農村集団自動電話は、1977年（昭和52年）9月に全て普通電話に転換している。
テレビ
小淵沢町をはじめとする山梨県内の市町村では、ケーブルテレビの普及率が比較的高い。小淵沢町でも「にこにこすていしょん」（通称「にこすて」）というケーブルテレビ放送局を開設し、CATVの39chで町内の催事の紹介や町議会の議事などの番組の放送、40chで町内観測地点からのデータによる気象情報の提供を行っていた。しかし合併によって39chの番組制作機能が廃止され、40chの気象情報の提供機能のみが残されている。現在は39chでは「北杜市ケーブルテレビ」による放送が行われている。地理的には長野県に隣接しているため、アンテナの向きなどによっては長野県のテレビ信州、長野放送、信越放送なども受信可能である。ケーブルテレビ設置世帯ではNHK・民放キー局および山梨放送、テレビ山梨といった山梨県内の放送局が視聴可能である。
小淵沢町が「にこにこすていしょん」を開局するに至った経緯は、以下の通りである。
1993年（平成5年）、小淵沢町へのCATVの敷設を甲府市のNNS（日本ネットワークサービス）が行うことが決まり、1996年（平成8年）には世帯の集中した本町区など一部地域で配信を開始した。しかしNNSの事業計画では町内のCATV化は4期に分かれており、事業計画の2期以降（世帯の点在している周辺地域）については採算などの面で事業化の目処が立っていなかった。
一方、1994年（平成6年）、農林水産省より農業構造改善事業の一環として、「農村多元情報システム」（= CATV設備）導入の打診が行われた。これは当時の郵政省では「一行政区域内においてCATV局は1局のみとする」という事業認可原則であったものが、規制緩和によって複数局の設置を認める方針を打ち出したことも影響している。
小淵沢町の1,500世帯のうち、すでに町内中心地域約650世帯ではNNSによるCATV化が進んでおり、周辺に点在する約850世帯では、利用料のみでCATVの運営維持を行うことはほぼ不可能であった。しかしこのままでは、同じ町の中でCATVによる情報取得が可能な世帯と不可能な世帯が生まれることは必至で、情報格差やそれに伴う町の文化的な一体感の喪失が危惧された。このため町議会などでも大きな議論が行われたが、討議の末、「道路の整備・建設もさることながら、情報基盤としてのCATVを無視することは出来ない。新しい時代に相応しい情報サービスのために公の支出を行うことは町民の利益に適うものである」との判断が下され、1994年度、1995年（平成7年）度の事業として、農林水産省打診の農村構造改善事業を受け入れることとし、農村多元情報システム施設の整備に取り掛かることとなった。しかしここで最大の問題が発生した。伝送路の規格である。
- 農林水産省農村多元情報システム ： 300MHz・片方向
- NNS ： 450MHz・双方向

民間のCATV回線の方が高規格であり、このままでは町内に統一的なCATV網を敷くことは不可能であった。そのため、農林水産省・郵政省・山梨県に対して町長以下担当者一丸で交渉に奔走し、NNSとは番組供給条件・利用料金の統一に関する交渉を行った。そして農村多元情報システムに基づくCATV設備としては初の450MHz・双方向伝送路の敷設が認められ、番組に関しても町とNNSとの提携により、24chの番組を低廉な価格で提供することが可能となった。
1996年（平成8年）3月、延べ123kmにも及ぶ伝送路の敷設と局舎が完成し、4月より放送を開始した。局名は公募のうち、地元保育園の園児と保母らによる「にこにこすていしょん」というユニークな作品が採用され、その後北杜市との合併に伴って「北杜市ケーブルテレビ」に統合されるまでの約10年間に渡り、小淵沢町民の多くに親しまれることとなった。
ラジオ
北杜市との合併後の2006年10月1日に、上笹尾地区内に特定非営利活動法人の八ヶ岳コミュニティ放送を運営主体とするコミュニティFMである「エフエム八ヶ岳」が開局した。北杜市、韮崎市の一部地域、長野県富士見町を放送対象地域とし、「自然保全を基本理念に、地域密着、住民参加を重視、団塊の世代熟年世代を主な対象聴取者とする」などを放送局のコンセプトとしている。周波数82.2メガヘルツ、送信出力20ワット。

### 警察
小淵沢町は長坂町に所在する長坂警察署の管轄内となって久しく、町内には長坂警察署小淵沢駐在所が設置されている。長坂警察署は小淵沢町が北杜市に編入されたのちに、北杜警察署に再編され現在に至っている。
また、小淵沢町には警察協力団体として下記のものが存在する。
小淵沢町防犯協会
終戦後の混乱による治安の悪化を受け、1949年（昭和24年）に消防団を主体とする町村防犯協会が各地に誕生し、旧小淵沢村・篠尾村にも防犯協会が設立された。それが合併によって小淵沢町防犯協会となったものである。
箱場会
1968年（昭和43年）に当時の消防団の幹部3名によって設立されたものである。「箱場」とは「警ら箱」のことであり、昭和初期にこの地の警察官が村内を回って警ら箱から書類を回収することを「箱場回り」と呼んでいたことにちなむ。
小淵沢駐在所ふれあい連絡会
少子化などに伴うコミュニティの変化を受け、警察と住民との連携を図る新たな団体として、1994年（平成6年）に当時の長坂警察署管内の駐在所のトップを切って設立された。これは他町村とは異なり、上記「箱場会」の活動によって警察と住民の連携を図る体制がすでに構築されていたからである。その後他の駐在所にもふれあい連絡会が設立された。

### 常備消防
小淵沢町は韮崎市と北巨摩郡の計1市7町3村（合併前）の間で峡北広域行政事務組合を組織しており、常備消防は峡北広域行政事務組合消防本部（峡北消防本部）が所管している。町内には峡北消防本部の消防署の内、北杜消防署小淵沢分署が中心市街地と小淵沢インターチェンジの両方に近い、尾根地区内に設置されている。

### 消防団
小淵沢町には峡北消防本部による常備消防のほかに、第一部〜第十一部の消防団が設置されており、消火や火災予防などの消防活動を行っている。各消防団の担当行政区は以下の通りである。
- 第一部 ： 宮久保
- 第二部 ： 高野
- 第三部 ： 久保
- 第四部 ： 岩窪

- 第五部 ： 小淵・尾根
- 第六部 ： 本町
- 第七部 ： 大東豊
- 第八部 ： 上笹尾

- 第九部 ： 女取・篠原
- 第十部 ： 下笹尾
- 第十一部 ： 松向

### 防災
- 小淵沢町は地盤が比較的安定しており地震に強いといわれ、大規模な地震による被害の記録は特に残っていない[98]（ただしこれは、当時の都（京都）から離れていたことや甲斐国の辺境に位置していたことで、記録の絶対数そのものが少なかったことを留意しなければならない）。東北地方太平洋沖地震の際には隣接する長坂町において震度5弱を観測したが、小淵沢町の観測点では震度4を記録している。しかし、糸魚川静岡構造線断層帯（今後30年以内の発生確率14%・町内の推定震度6強から6弱の烈震）[99]や釜無川断層など内陸直下型地震の懸念がある断層帯が至近に存在しており、決して油断はできない地域である。また、記録上の地震の被害は少ないが、台風や雪害による被害は数年おきに発生している[98]。
- 小淵沢町は2002年（平成14年）4月24日に東海地震の地震防災対策強化地域に指定されている。指定地域拡大の検討が始まった当初は、北巨摩郡内において小淵沢町と大泉村のみ指定から除外されていたが、防災強化のため大泉村とともに指定を要望し追加された[100]。東海地震発生時に小淵沢町は、震度5強レベルの揺れに見舞われることが想定されている[101]。また、大地震に備えるため、大東豊第三配水池（1,000t）が耐震対応の水道施設として整備されている[102]。
- 小淵沢町では行政区ごとに公民館が建設されているため、災害時には公民館等への避難が可能であるが、一部行政区では公民館の老朽化が進んでいる。北杜市が定める避難地および避難所としては、以下の施設が指定されている（施設の後の人数は収容可能人数を表す）[103]。
  - 小淵沢小学校グラウンド（1,000人）
  - 小淵沢小学校体育館（174人）
  - 総合スポーツセンターグラウンド（1,725人）
  - 総合スポーツセンター体育館（170人）
  - 小淵沢中学校グラウンド（1,555人）
  - 小淵沢中学校体育館（302人）
  - 小淵沢東スポーツセンターグラウンド（1,037人）
  - 小淵沢東スポーツセンター体育館（102人）

### 医療機関
- 小淵沢町には町立病院などの公立医療機関は存在しない。かつて旧篠尾村による篠尾診療所を引き継ぐ形で小淵沢町立診療所が存在していたが、医師不足などを受けて1966年（昭和41年）に廃止されている。そのため廃止と同時に旧長坂町・大泉村・高根町の一部事務組合が運営を行っていた山梨甲陽病院の病院組合に参加した。他3町村が北杜市となった後は「北杜市・小淵沢町病院組合山梨甲陽病院」となり、北杜市との合併後の現在は「北杜市立甲陽病院」となっている。運営に関わってはいるものの、実際には隣接する長野県富士見町のJA長野厚生連富士見高原病院が町民の利用する医療機関としては最多となっている[104]。
- 町内の医療機関は、北巨摩医師会所属の開業医医院が2施設、歯科医院が3施設存在している（2008年11月現在）。
- 2006年（平成18年）4月1日より二次医療圏が変更され、小淵沢町は従来の「峡北医療圏」から山梨県が新たに定めた4つの医療圏（中北、峡東、峡南、富士・東部）のうち「中北医療圏」に属することになった[105]。中北医療圏には32の病院が存在しており[106]、中北医療圏内で町内から至近の救急指定病院は市立甲陽病院である[107]。
- 三次救急に関しては、山梨県内では唯一山梨県立中央病院が三次救急医療機関の指定を受けているため、高度な医療を必要とするケースでは県立中央病院への搬送が行われることが一般的である。しかし小淵沢町は長野県との県境に位置するため、町内から最短距離の三次救急医療機関は長野県諏訪市の諏訪赤十字病院となる（小淵沢ICを起点に中央道と一般道を利用した場合、諏訪日赤まで約30km、県立中央病院まで約40km。gooルートガイドに基づく）。
- 2012年（平成24年）4月1日より山梨県によるドクターヘリの運用が開始され、重度傷病者の救急搬送の迅速化が図られた[108]。小淵沢町内には4公共施設（小学校・中学校・総合スポーツセンター・東スポーツセンターの各グラウンド）と1民間施設（民宿の敷地）の計5拠点の臨時ヘリポート（ランデブーポイント）が設けられている[109]。しかしドクターヘリは着陸時250m・離陸時500mの前方の範囲に一定の勾配で障害物がないこと、（故障等の恐れもあるため）離着陸場所は砂塵が巻き上がるような砂地でないことなど制約があるため[110]、実際には長坂町総合スポーツ公園陸上競技場（芝生により緑化済み）まで救急車で搬送を行い、そこからドクターヘリにバトンタッチするリレー搬送が行われている。

### 金融機関
銀行
- 山梨中央銀行小淵沢支店

信用組合
- かつて山梨県民信用組合小淵沢支店が存在していたが、支店の統廃合により消滅。

### 郵便局
小淵沢町内には下記の2局の郵便局が設置されている。
- 小淵沢郵便局
- 篠尾郵便局

また、小淵沢町域における郵便番号は下記の通りである（2010年1月現在）。
- 小淵沢町の次に番地がくる場合 ： 408-0044
- 小淵沢町上笹尾 ： 408-0041
- 小淵沢町下笹尾 ： 408-0043
- 小淵沢町松向 ： 408-0042

小淵沢町の次に番地がくる場合の郵便番号は408-0044であるが、小淵沢町役場には大口事業所個別番号による「408-8555」という事業所の個別郵便番号が設定されていた（北杜市への編入合併後も「北杜市役所 小淵沢総合支所」に対し継続して同じ番号が設定されている）。
かつて郵便番号が5桁の時代には、町内全域が「409-16」であった。

### 農業協同組合
- 1948年3月
  - 小淵沢村・篠尾村にそれぞれ以下の農業協同組合が発足。
    - 小淵沢農業協同組合
    - 篠尾農業協同組合
- 1970年10月
  - 小淵沢町、長坂町、大泉村内の6農協が合併し、八ヶ岳農業協同組合が発足。
    - 小淵沢農業協同組合（小淵沢町）
    - 篠尾農業協同組合（小淵沢町）
    - 小泉農業協同組合（長坂町）
    - 清春農業協同組合（長坂町）
    - 日野春農業協同組合（長坂町）
    - 大泉農業協同組合（大泉村）
- 1993年7月
  - 八ヶ岳農協を含む山梨県北巨摩郡9町村および韮崎市の農業協同組合が合併し、梨北農業協同組合が発足。小淵沢町にはJA梨北小淵沢支店が置かれて現在に至る。町内には八ヶ岳農協時代から小淵地区に小淵沢支所、上笹尾地区に篠尾支所の2ヶ所の事務所が存在していたが、いずれも旧小淵沢・篠尾農協時代から続くもので老朽化が進んでいた。そのため上笹尾のライスセンター敷地内に統合事務所が建設されることとなり、1999年に竣工している[112]。

## 著名な出身者
- 渡辺英子 ： 北杜市長（在職2016年 - 2020年）
- 長久保文雄 ： 元スピードスケート選手
- 木村一喜 ： 元プロ野球選手
- Carlos_K. ： 作曲家、編曲家
- 進藤中 : 山梨中央銀行会長
- 進藤甲兵・進藤武左ヱ門 ： 実業家（旧小淵沢村出身）